# Avanti!
Avanti! è stato un quotidiano italiano, organo ufficiale del Partito Socialista Italiano dal 1896 alla sua dissoluzione nel 1994.
Il primo numero uscì a Roma il 25 dicembre 1896 sotto la direzione di Leonida Bissolati.
La testata prese il nome dall'omonimo quotidiano tedesco Vorwärts, organo del Partito Socialdemocratico di Germania, fondato nell'ottobre del 1876.

## Storia

### Fondazione

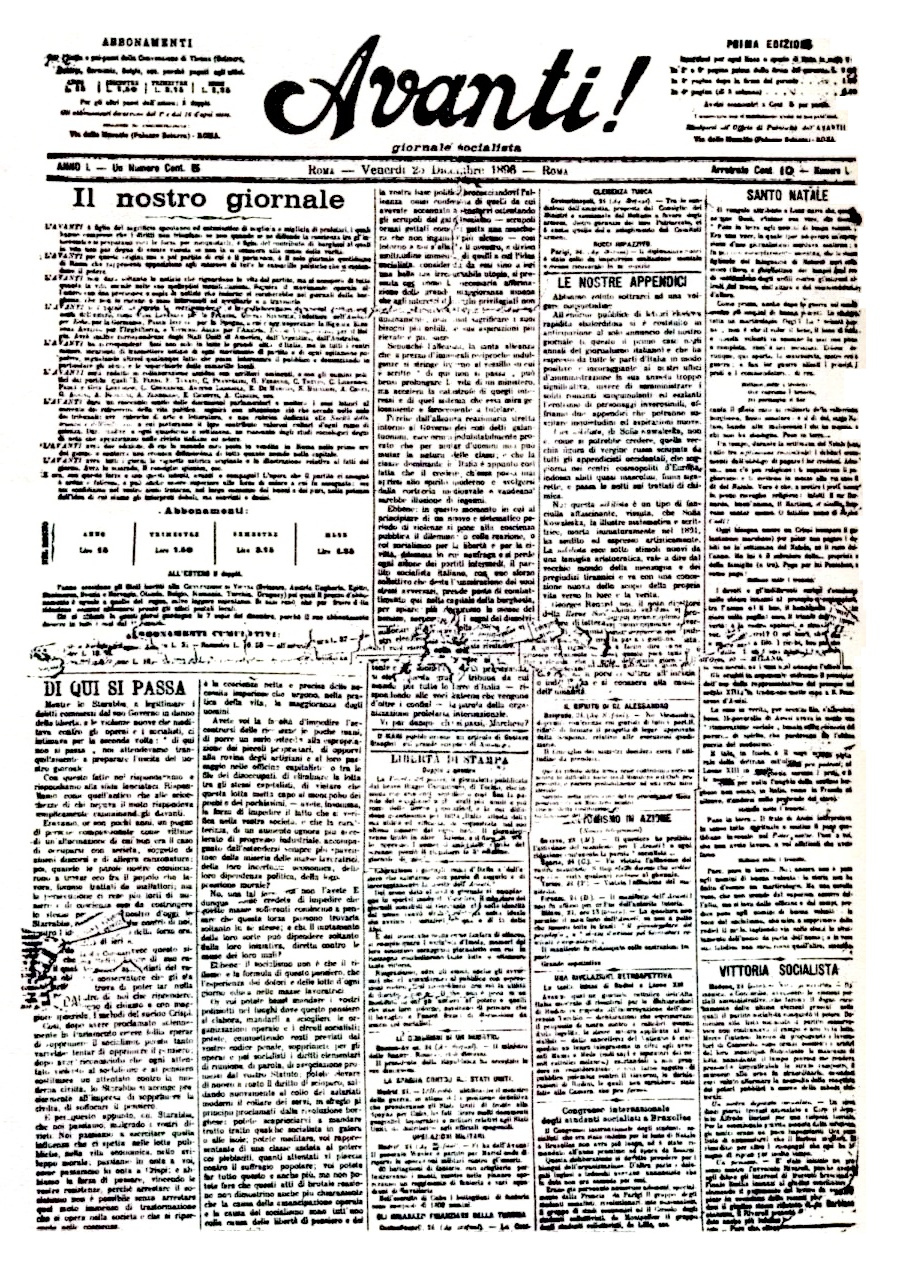
Prima pagina del N.1 dell'Avanti! (25 dicembre 1896)

Alla metà degli anni novanta dell'Ottocento, il Partito socialista italiano era in piena ascesa: nelle elezioni politiche tenutesi nel 1895 il Partito socialista aveva quasi quadruplicato i suoi consensi rispetto al 1892 e mandato in parlamento quindici deputati, rispetto ai sei della legislatura precedente. Il partito contava numerosi giornali - circa quaranta - tra settimanali, quindicinali e mensili pubblicati in varie parti d'Italia, ma molti di essi avevano tirature assai limitate e rappresentavano soltanto sé stessi o situazioni locali assai circoscritte.
Nel IV congresso socialista di Firenze del luglio 1896 emersero programmi di sviluppo editoriale e si decise quindi di fondare un giornale a carattere nazionale. Venne lanciata una sottoscrizione a livello nazionale tra i militanti socialisti, grazie alla quale si ottennero 3000 abbonamenti: uno dei primi abbonati fu il filosofo liberale Benedetto Croce.
Il primo numero del giornale uscì a Roma il 25 dicembre 1896, il giorno di Natale del 1896, non per caso, ma per tutti i valori simbolici connessi alla data. Come Cristo, l'Avanti! nasceva per dare voce e sostegno alle ragioni degli ultimi, degli oppressi, dei diseredati. Del resto, nell'iconografia socialista di fine 1800, non era infrequente il riferimento a Gesù quale "primo socialista della storia", specie in riferimento alla cacciata dei mercanti dal Tempio, identificati con i capitalisti dell'epoca moderna.
Ne era direttore Leonida Bissolati e redattori Ivanoe Bonomi, Walter Mocchi, Alessandro Schiavi, Oddino Morgari e Gabriele Galantara; a quest'ultimo, grande disegnatore satirico, co-fondatore della rivista settimanale L'Asino (assieme a Guido Podrecca), si deve la creazione dell'inconfondibile logo del giornale, con i tipici caratteri corsivi arrotondati ed il punto esclamativo finale, riconducibili allo stile liberty di fine XIX secolo.
La testata riprendeva quella dell'omologo giornale della socialdemocrazia tedesca, Vorwärts.
Precedentemente erano stati fondati altri giornali dallo stesso titolo: il 30 aprile 1881 Andrea Costa fondò a Imola il Periodico socialistico settimanale" "Avanti!", il cui articolo di fondo iniziava con «Avanti alla luce del sole e a bandiera spiegata», concludendo «Coraggio e avanti: ci accompagnano i voti di milioni di oppressi». Nel maggio dello stesso 1896 il filosofo Antonio Labriola fondò a Cassino il giornale Avanti (senza punto esclamativo), sul quale scrisse anche il socialista libertario Francesco Saverio Merlino.

### Di qui si passa
Nel primo numero dell'Avanti!, il suo primo direttore - nell'editoriale inaugurale - tracciò un manifesto politico-ideale identitario del nuovo giornale, lanciando una sfida all'ordine costituito.
Rivolgendosi direttamente al Presidente del Consiglio e Ministro dell'Interno dell'epoca Antonio Starabba, marchese di Rudinì, che aveva ammonito i dirigenti e gli iscritti al neonato Partito socialista italiano con l'intimazione: “di qui non si passa”, Bissolati rispose, con un titolo che entrerà nella storia del socialismo e del giornalismo, “di qui si passa”, manifestando la fede e la certezza "scientifica" nell'affermazione delle ragioni dei socialisti e nella conquista del potere da parte dei lavoratori:
Mentre lo Starabba, a legittimare i delitti commessi dal suo Governo in danno della libertà, e le violenze nuove che meditava contro gli operai e i socialisti, ci intimava per la seconda volta: “di qui non si passa” noi attendevamo tranquillamente a preparare l’uscita del nostro giornale.
Con questo fatto noi rispondevamo e rispondiamo alla sfida lanciataci.
Rispondiamo come quell’antico che alle sciocchezze di chi negava il moto rispondeva semplicemente camminandogli davanti.
Eravamo, or son pochi anni, un pugno di persone compassionate come vittime di un’allucinazione di cui non era il caso di occuparsi con serietà, soggetto di ameni discorsi e di allegra canzonatura; poi, quando le parole nostre cominciarono a trovar eco fra il popolo che lavorava, fummo trattati da malfattori; ma la persecuzione ci rese più forti di numero e di conscienza così da costringere lo stesso persecutore nostro d’oggi, lo Starabba, a confessare che contro di noi, contro l’idea nostra, l’uso della forza era, nonché assurdo, dannoso.»
Così, dopo avere proclamato solennemente in Parlamento essere follia sperar di sopprimere il socialismo perché tanto varrebbe tentar di sopprimere il pensiero; dopo aver riconosciuto che ogni attentato violento al socialismo e al pensiero costituisce un attentato contro la moderna civiltà, lo Starabba si accinge precisamente all’impresa di sopprimere la civiltà, di soffocare il pensiero.
E per questo appunto, on. Starabba, che noi passiamo malgrado i vostri divieti.»
Il socialismo, on. Starabba, non è una chimera di illusi che vogliono rimodellare il mondo secondo il loro sogno, ma è la coscienza netta e precisa delle necessità imperiose che urgono, nella pratica della vita, la maggioranza degli uomini. (...)»
Or voi potete bensì mandare i vostri poliziotti nei luoghi dove questo pensiero si elabora, mandarli a sciogliere le organizzazioni operaie e i circoli socialisti; potete, commettendo reati previsti dal vostro codice penale, sopprimere per gli operai e pei socialisti i diritti elementari di riunione, di parola, di associazione promessi dal vostro Statuto; potete elevare di nuovo a reato il diritto di sciopero, saldando nuovamente al collo dei salariati moderni il collare dei servi, in sfregio ai principii proclamati dalla rivoluzione borghese; potete scapricciarvi a mandare tratto tratto qualche socialista in galera o alle isole; potete meditare, voi rappresentante di una classe andata al potere coi plebisciti, quanti attentati vi piaccia contro il suffragio popolare; voi potete far tutto questo e anche più, ma non potete fare che questi atti di brutale reazione non dimostrino anche più chiaramente che la causa della emancipazione operaia e la causa del socialismo sono tutt’uno colla causa delle libertà di pensiero e del progresso civile. (...)
Vi par dunque che si passi, Marchese?»
(LEONIDA BISSOLATI)

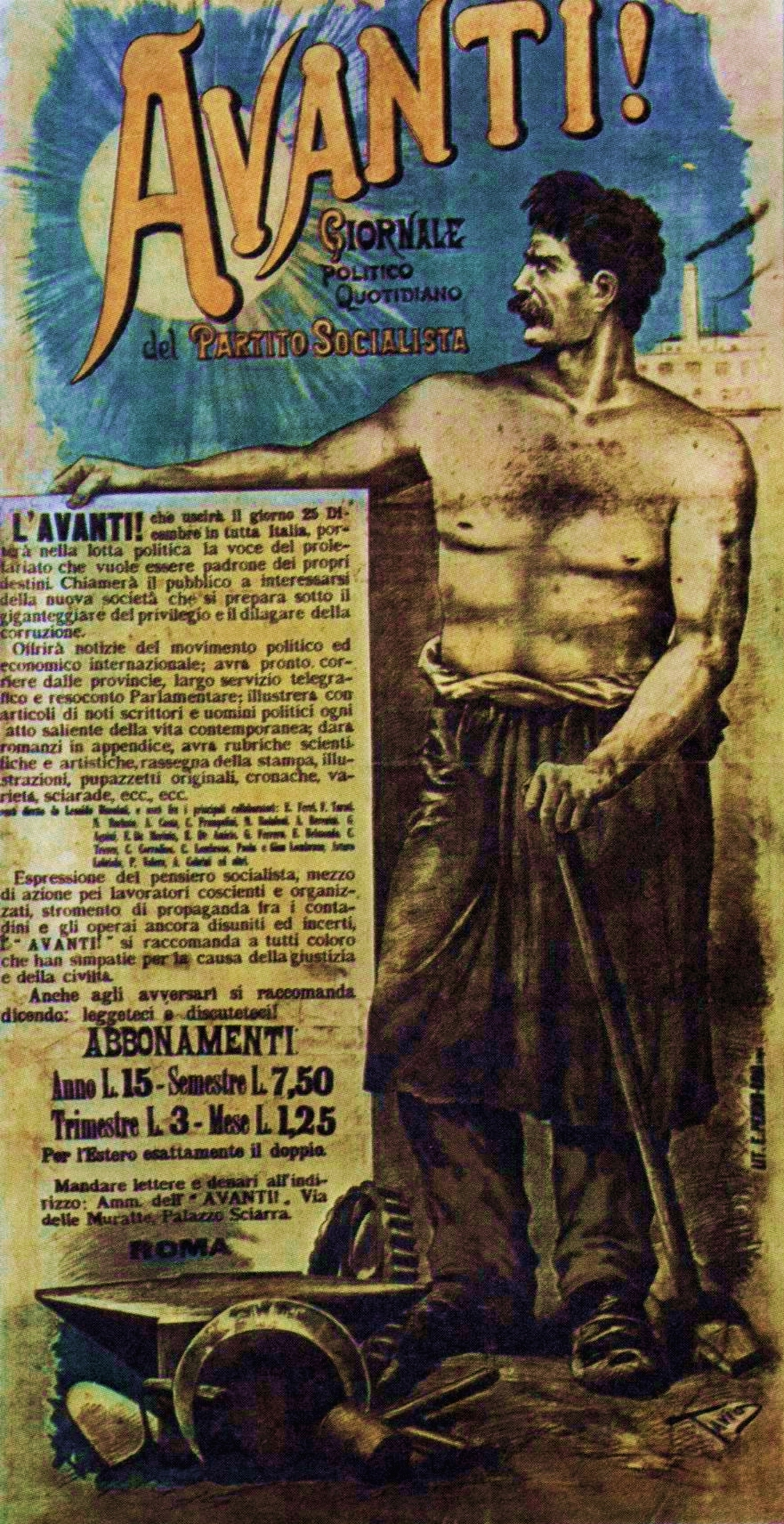
Locandina pubblicitaria pro abbonamento all'Avanti! del 1896.
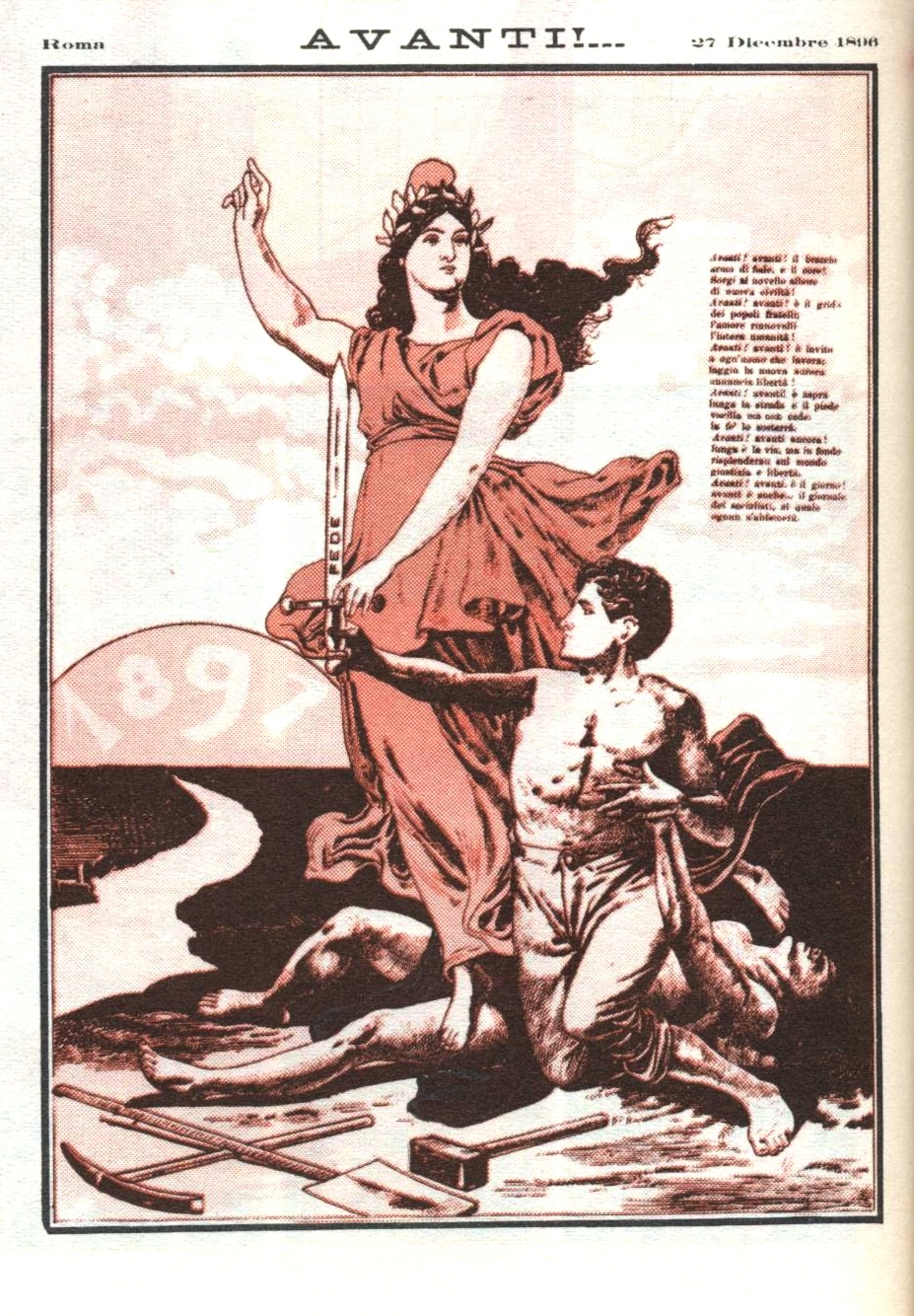
27 dicembre 1896, pubblicità dell'Avanti!
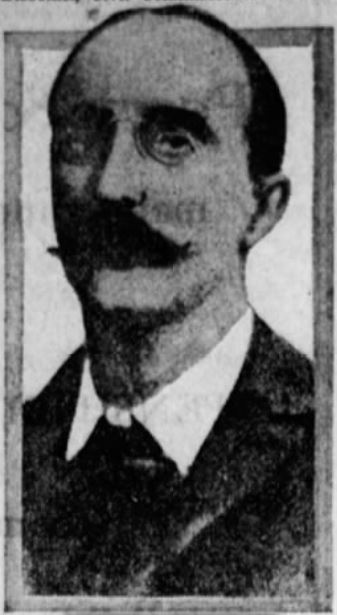
Leonida Bissolati primo direttore dell'Avanti! nel 1896.
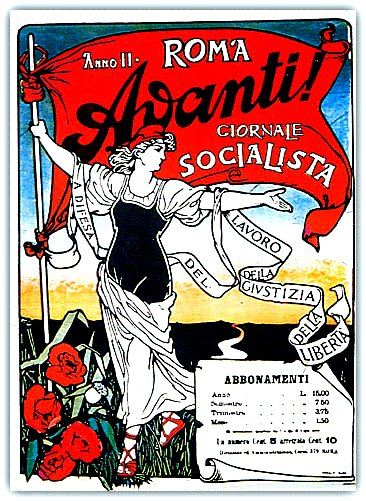
Gabriele Galantara, Manifesto pro abbonamento all'Avanti! nel 1898.
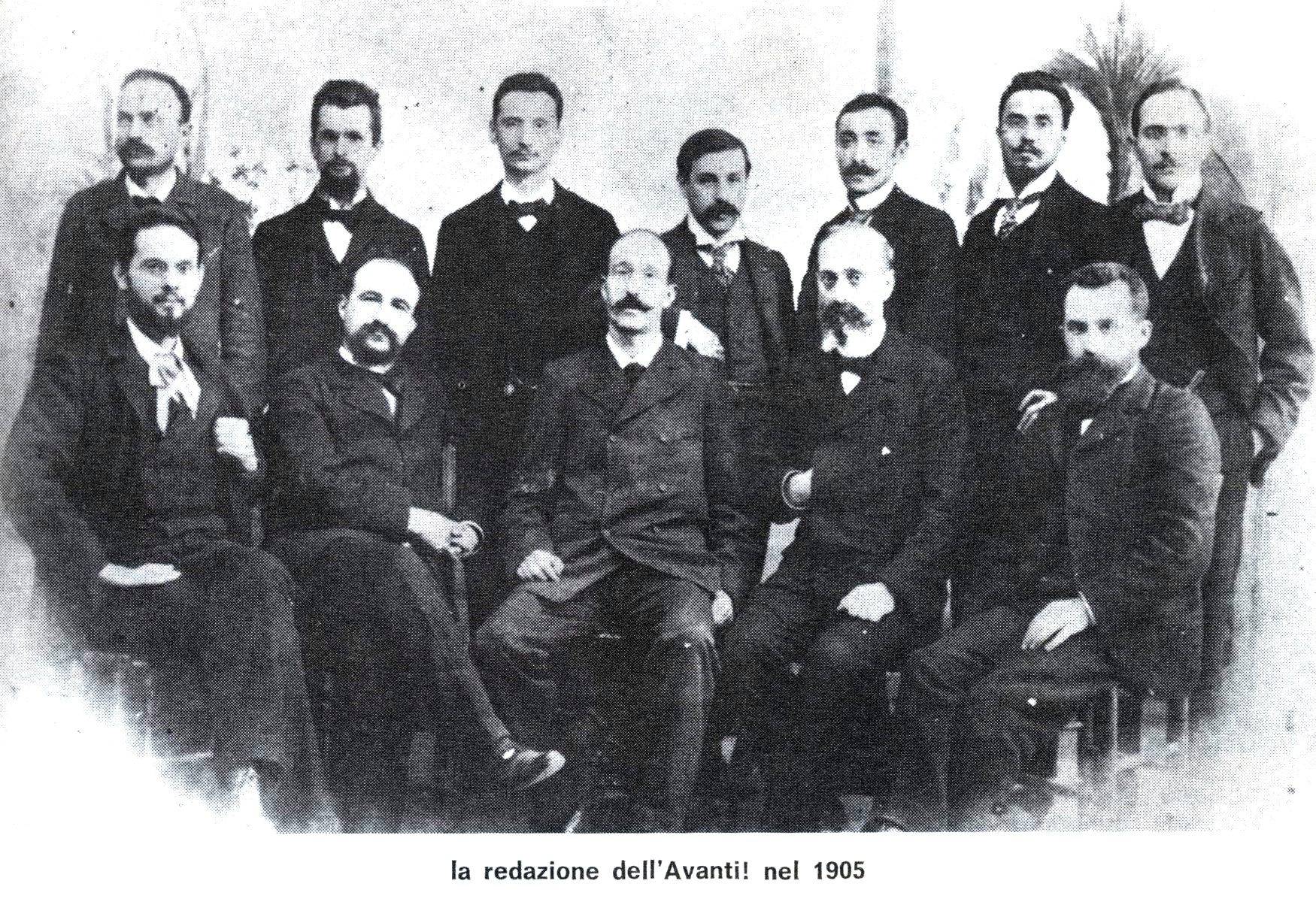
Redazione dell'Avanti! nel 1905. Da sinistra, seduti, il primo è il disegnatore satirico Gabriele Galantara. Il secondo è Ivanoe Bonomi. Al centro, il direttore Leonida Bissolati.
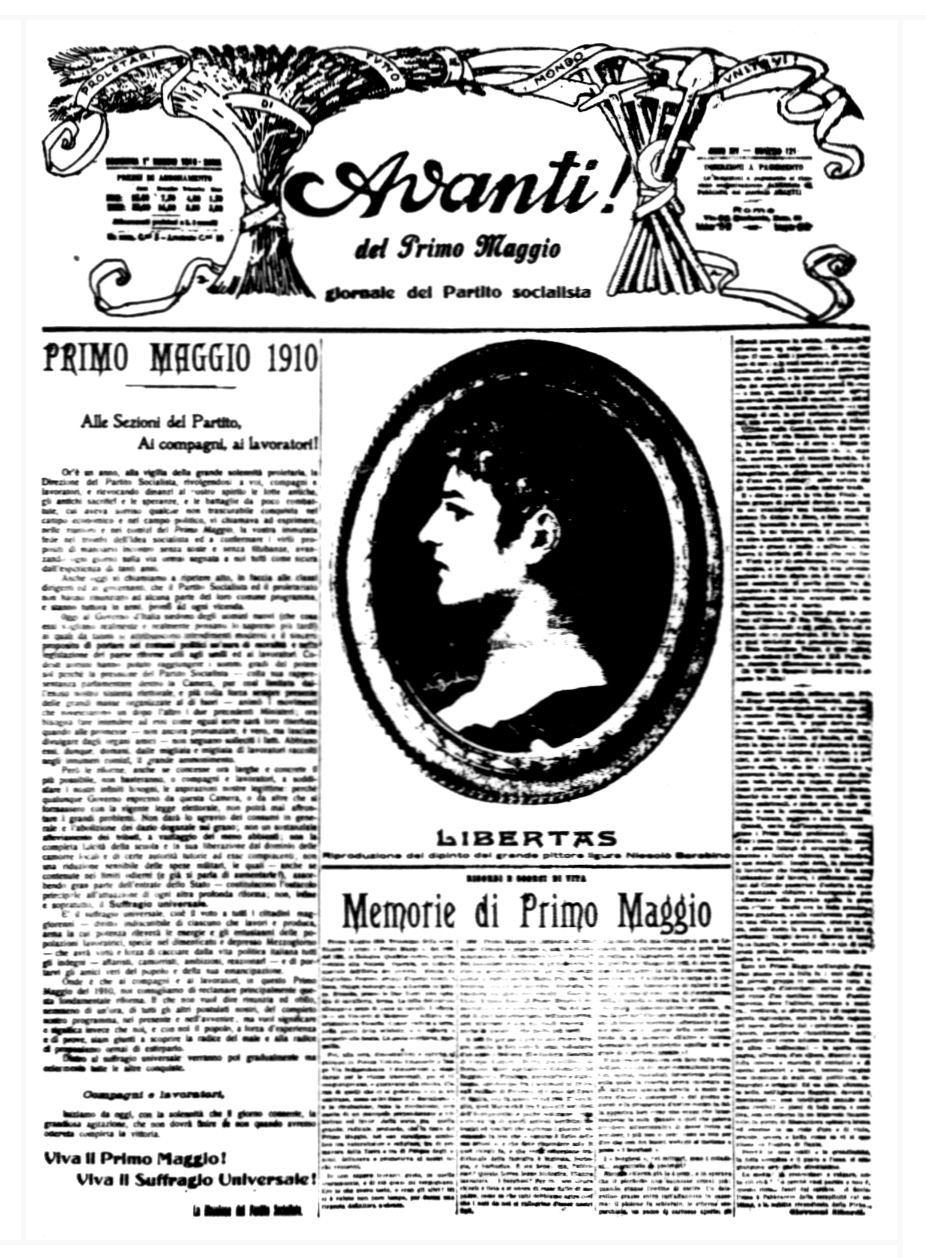
Avanti! del 1º maggio 1910

### Formato, costo e sede
Il quotidiano socialista era composto da quattro facciate, di formato "lenzuolo". Una copia costava 5 centesimi di lira, l'abbonamento annuale 15,00 Lire, quello semestrale 7,50 Lire, quello trimestrale 3,00 Lire, quello mensile 1,25 Lire.
La sede del giornale era a Roma, nel Palazzo Sciarra in Via delle Muratte (tra via del Corso e Fontana di Trevi). Nel 1911, su iniziativa di Turati, la sede del giornale venne trasferita da Roma (dove rimase una redazione che curava la cronaca parlamentare) a Milano, in via San Damiano, dove allora correva ancora scoperto il Naviglio.
I fogli passarono da quattro a sei, arricchendosi della cronaca di Milano.

### La repressione del 1898
Dal gennaio al maggio 1898 scoppiano in quasi tutta la penisola innumerevoli manifestazioni popolari per il pane, il lavoro e contro le imposte, duramente represse dal governo.
A Milano il 7 maggio, il governo decreta lo stato d'assedio, affidando i pieni poteri al generale Fiorenzo Bava Beccaris, il quale fa aprire il fuoco dei cannoni contro la folla e ordina all'esercito di sparare contro ogni assembramento di persone superiore alle tre unità. Restano uccise centinaia di persone e, accanto ai morti, si potranno contare oltre un migliaio di feriti più o meno gravi. Il numero esatto delle vittime non è mai stato precisato.
Il 9 maggio il generale Bava Beccaris, appoggiato dal governo, fa sciogliere associazioni e circoli ritenuti sovversivi e arrestare migliaia di persone appartenenti ad organizzazioni socialiste, repubblicane, anarchiche, fra cui anche alcuni parlamentari: tra gli altri Filippo Turati (assieme alla sua compagna Anna Kuliscioff), Andrea Costa, Leonida Bissolati, Carlo Romussi (deputato radicale), Paolo Valera.
Tutti i giornali antigovernativi vengono messi al bando; il 12 maggio a Roma è tratta in arresto l'intera redazione dell'Avanti!. Il giornale poté comunque continuare le sue pubblicazioni sotto la direzione provvisoria di Enrico Ferri. Bissolati venne rilasciato due mesi dopo perché la Camera non diede l'autorizzazione a procedere contro di lui, escludendo che possa aver preso parte ai tumulti avvenuti a Milano dove era giunto solo il 9 maggio.

### L'Avanti!e la Settimana rossa
Il 7 giugno 1914, ad Ancona, si tenne nella sede del partito repubblicano un comizio antimilitarista, organizzato da Pietro Nenni, allora esponente repubblicano e direttore del periodico locale "Lucifero", insieme all'anarchico Errico Malatesta.
Al termine i carabinieri aprirono il fuoco sui partecipanti mentre uscivano dalla sala, uccidendo due militanti repubblicani e un anarchico. Ne seguì l'immediata proclamazione dello sciopero generale da parte della Camera del Lavoro e varie agitazioni ed atti di rivolta.
Il 9 giugno ai funerali dei tre giovani partecipò una folla immensa, che attraversò tutta la città; a parte la violenza verbale degli slogan scanditi e qualche piccola scaramuccia le esequie si svolsero in maniera abbastanza tranquilla.
Ma intanto la notizia dell'eccidio si era sparsa in tutta Italia, dando origine a manifestazioni, cortei e scioperi spontanei.
In particolare, ad infiammare gli animi erano gli appelli di Benito Mussolini, all'epoca socialista e direttore dell'Avanti!, che proprio ad Ancona, poco tempo prima, al XIV Congresso del PSI del 26, 27 e 28 aprile 1914, aveva colto un grande successo personale, con una mozione di plauso per gli ottimi risultati di diffusione e di vendite del giornale del Partito, tributatagli personalmente dai congressisti.
Così il futuro duce incitava le masse popolari sul giornale socialista:
Con i suoi articoli Mussolini, facendo leva sulla popolarità di cui godeva nel movimento socialista e sulla grande diffusione del giornale, di fatto costrinse la Confederazione Generale del Lavoro a dichiarare lo sciopero generale, strumento di lotta che determinava il blocco di ogni attività nel Paese, di cui il sindacato riteneva di dover fare uso solo in circostanze eccezionali.
Mussolini strumentalizzò i moti popolari anche a fini politici interni al mondo socialista: la direzione del Partito Socialista uscita dal Congresso di Ancona era in mano ai massimalisti rivoluzionari, ma i riformisti erano ancora maggioritari nel gruppo parlamentare e nella CGdL.
Il 10 giugno si tenne un comizio all'Arena di Milano di fronte a 60 000 manifestanti, mentre il resto dell'Italia era in lotta e paralizzata, la Romagna e le Marche insorte e i ferrovieri avevano finalmente annunciato di aderire allo sciopero generale.
Dopo che gli oratori riformisti di tutti i partiti avevano gettato acqua sul fuoco dicendo che questa non era la rivoluzione, ma solo protesta contro l'eccidio di Ancona, e che non ci si sarebbe fatti trascinare in un'inutile carneficina, intervennero Corridoni e Mussolini.
Quest'ultimo esaltò la rivolta. Ecco il resoconto del suo infuocato discorso, pubblicato il giorno dopo sull'Avanti!:
(BENITO MUSSOLINI)
In sintonia con lui si espressero sia il repubblicano che l'anarchico che intervennero poi.
Proprio per scongiurare il rischio che la monarchia potesse sentirsi minacciata e dichiarare lo stato d'assedio e il passaggio dei poteri pubblici ai militari, la Confederazione generale del lavoro dichiarò concluso lo sciopero dopo solo 48 ore, invitando i lavoratori a riprendere la loro attività.
Ciò frustrò gli intenti bellicosi ed insurrezionali di Mussolini, che, sull'Avanti! del 12 giugno 1914, non si peritò di accusare di fellonia i capi sindacali confederali, che facevano riferimento alla componente riformista del PSI, accusando: "La Confederazione del Lavoro, nel far cessare lo sciopero, ha tradito il movimento rivoluzionario".
Lo sciopero generale durò solo un paio di giorni, mentre il moto rivoluzionario andò man mano esaurendosi dopo che, per una settimana, aveva tenuto in scacco intere zone del paese.
Il 20 giugno 1914 il gruppo parlamentare socialista, in maggioranza moderato e riformista, smentì Mussolini sui fatti della "Settimana rossa", ribadendo la tradizionale posizione gradualista e parlamentare del gruppo dirigente "storico" del PSI, affermando che la rivolta fosse stata:
Alla fine dello stesso mese, il 28 giugno 1914, l'assassinio dell'arciduca Francesco Ferdinando a Sarajevo sposterà l'attenzione italiana sulle dinamiche europee che porteranno alla prima guerra mondiale, contrapponendo interventisti e neutralisti, fino all'ingresso in guerra dell'Italia il 24 maggio 1915.

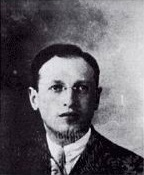
Pietro Nenni, all'epoca della "settimana rossa" esponente repubblicano
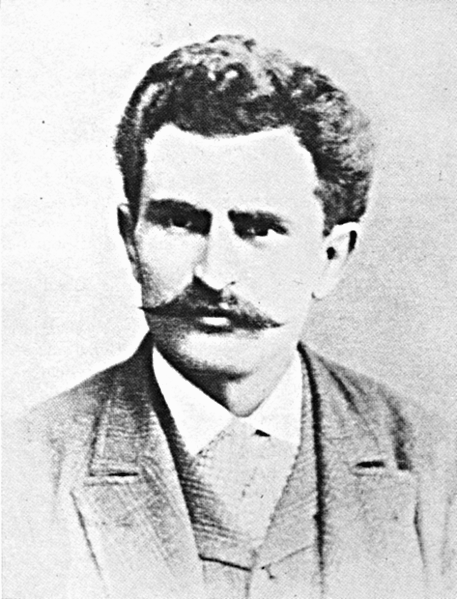
L'anarchico Errico Malatesta
Mussolini, all'epoca della "Settimana rossa" direttore dell'Avanti!
Settimana rossa - disegno raffigurante gli scontri del 7 giugno 1914 ad Ancona
Ancona, 9 giugno 1914, funerali di Budini, Casaccia e C(G) iambrignoni, i tre manifestanti uccisi dai carabinieri
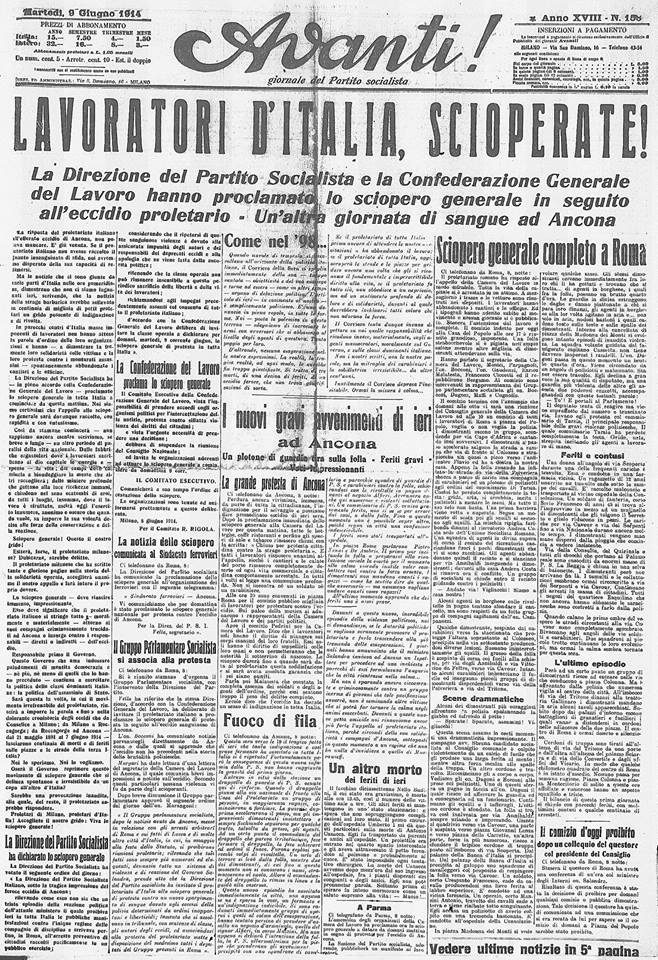
"Avanti!" del 9 giugno 1914
Il socialista Arturo Labriola commemora i tre operai uccisi durante la Settimana rossa, Napoli, giugno 1914
Manifestazione all'Arena di Milano il 10 giugno 1914
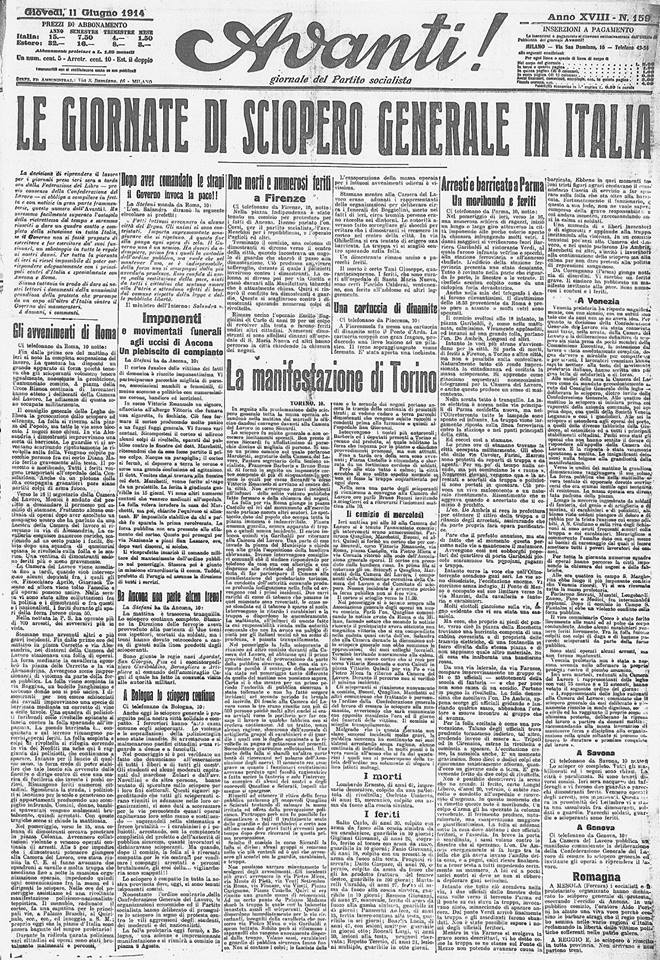
"Avanti!" dell'11 giugno 1914
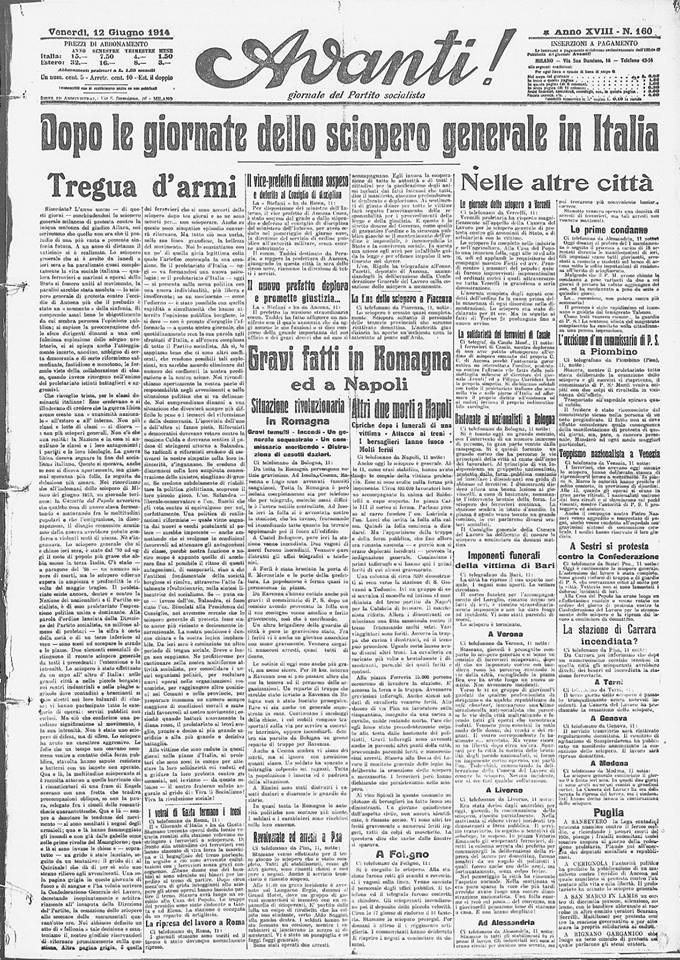
"Avanti!" del 12 giugno 1914

### L'Avanti!e la Grande Guerra
Nel 1914-1915 l'Avanti! condusse una forte campagna per la neutralità assoluta da tenere nei confronti degli opposti schieramenti nella prima guerra mondiale, scoppiata il 28 luglio 1914.
Dopo aver mantenuto perentoriamente tale posizione, decisa dalla stragrande maggioranza del PSI, il suo direttore dell'epoca, Benito Mussolini, spinse, con i suoi articoli, il quotidiano socialista verso una campagna interventista. In particolare il 18 ottobre 1914 fece pubblicare un articolo di fondo intitolato Dalla neutralità assoluta alla neutralità attiva ed operante. Il 21 ottobre fu sfiduciato dalla direzione del PSI.

Scalarini nella redazione dell'Avanti!

Già il 15 novembre 1914 usciva il nuovo giornale interventista di Mussolini, Il Popolo d'Italia.
Il 24 novembre Mussolini fu espulso dal Partito socialista e l'illustratore satirico dell'Avanti!, Giuseppe Scalarini, preparò per il giornale la vignetta Giuda, con un Mussolini, armato di pugnale e con il denaro del tradimento, che si avvicinava silenziosamente per colpire Cristo (il socialismo) alle spalle. Il dettaglio del denaro non fu però pubblicato dal giornale.
Alla direzione del giornale fu chiamato, per tutta la durata della prima guerra mondiale, Giacinto Menotti Serrati, che divenne uno dei capi della componente massimalista del PSI e che finì, nel 1924, aderendo ai diktat di Lenin e Trotsky, per confluire nel Partito Comunista d'Italia.

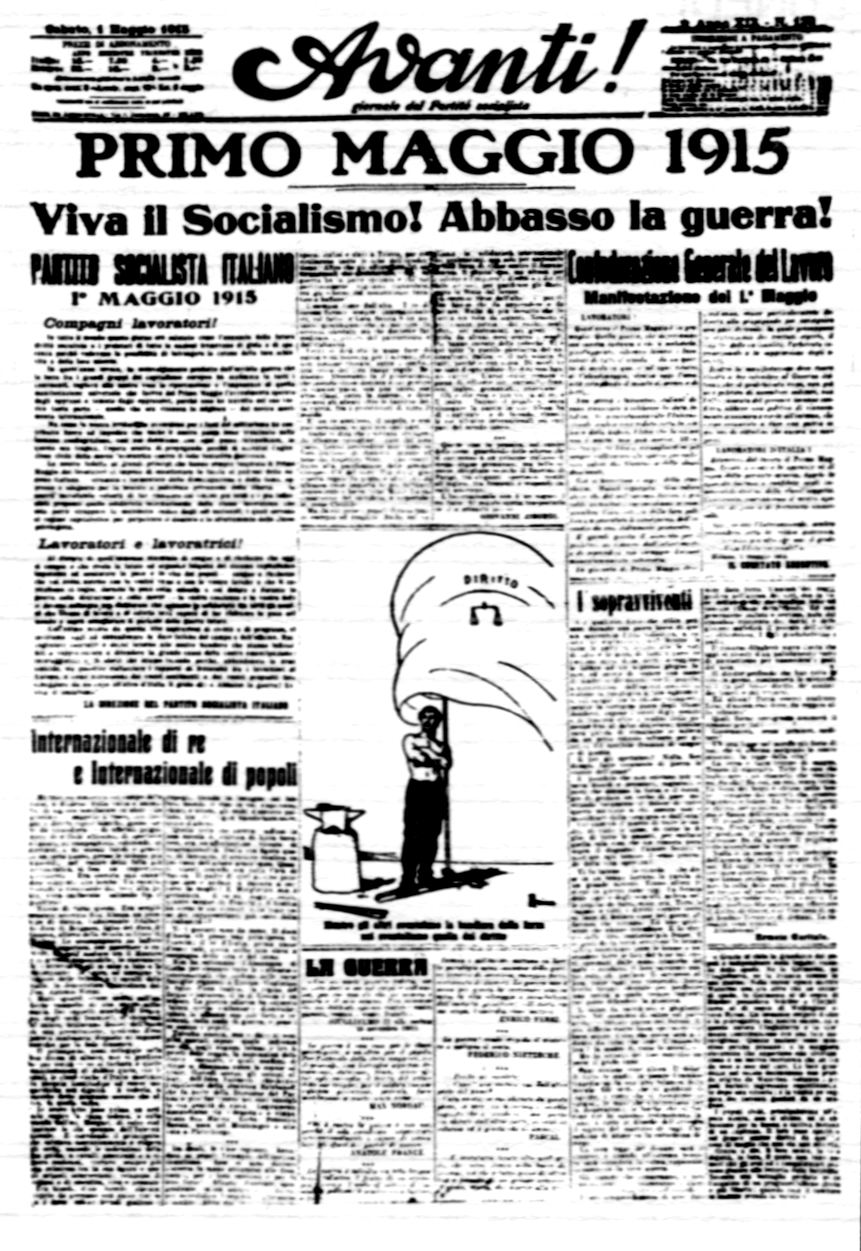
Avanti! del 1º maggio 1915
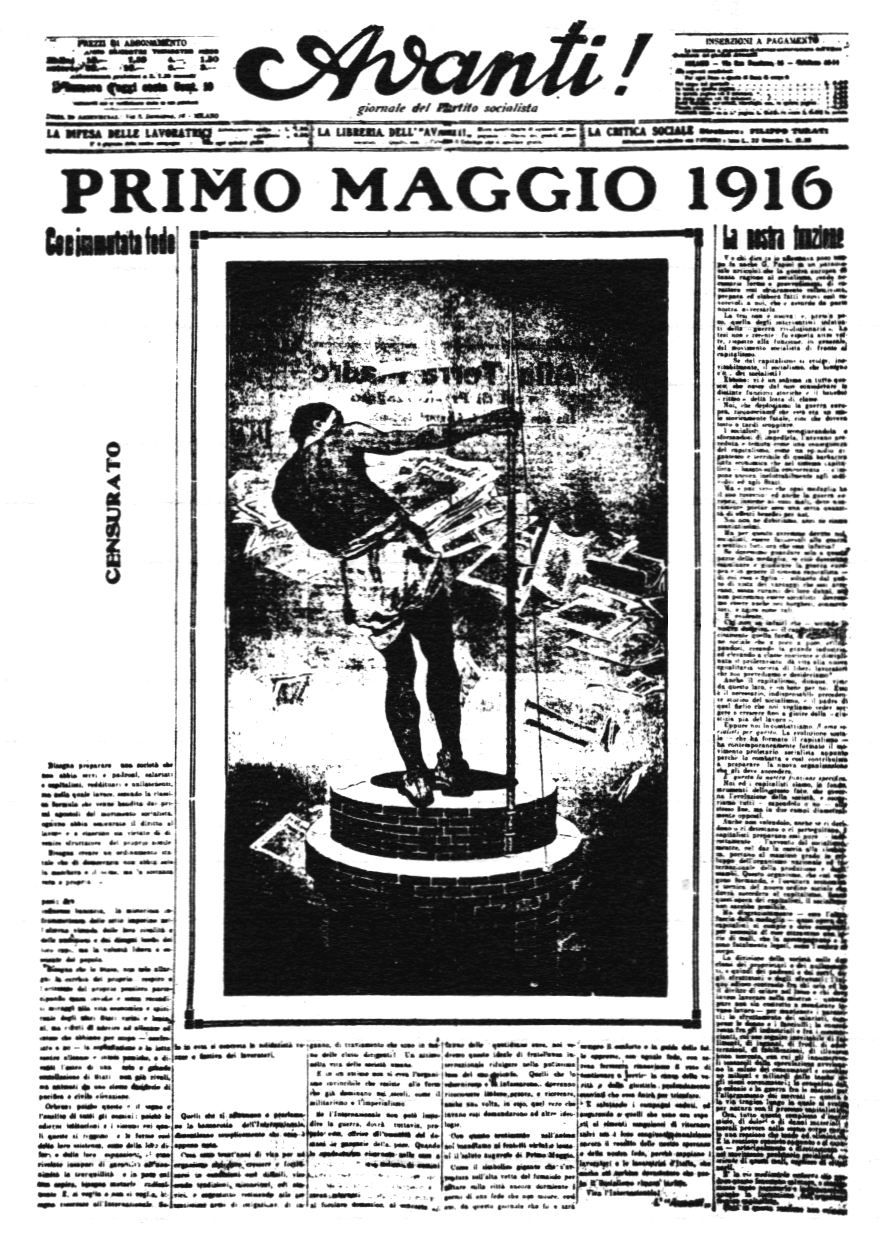
Avanti! del 1º maggio 1916, con i tagli della censura
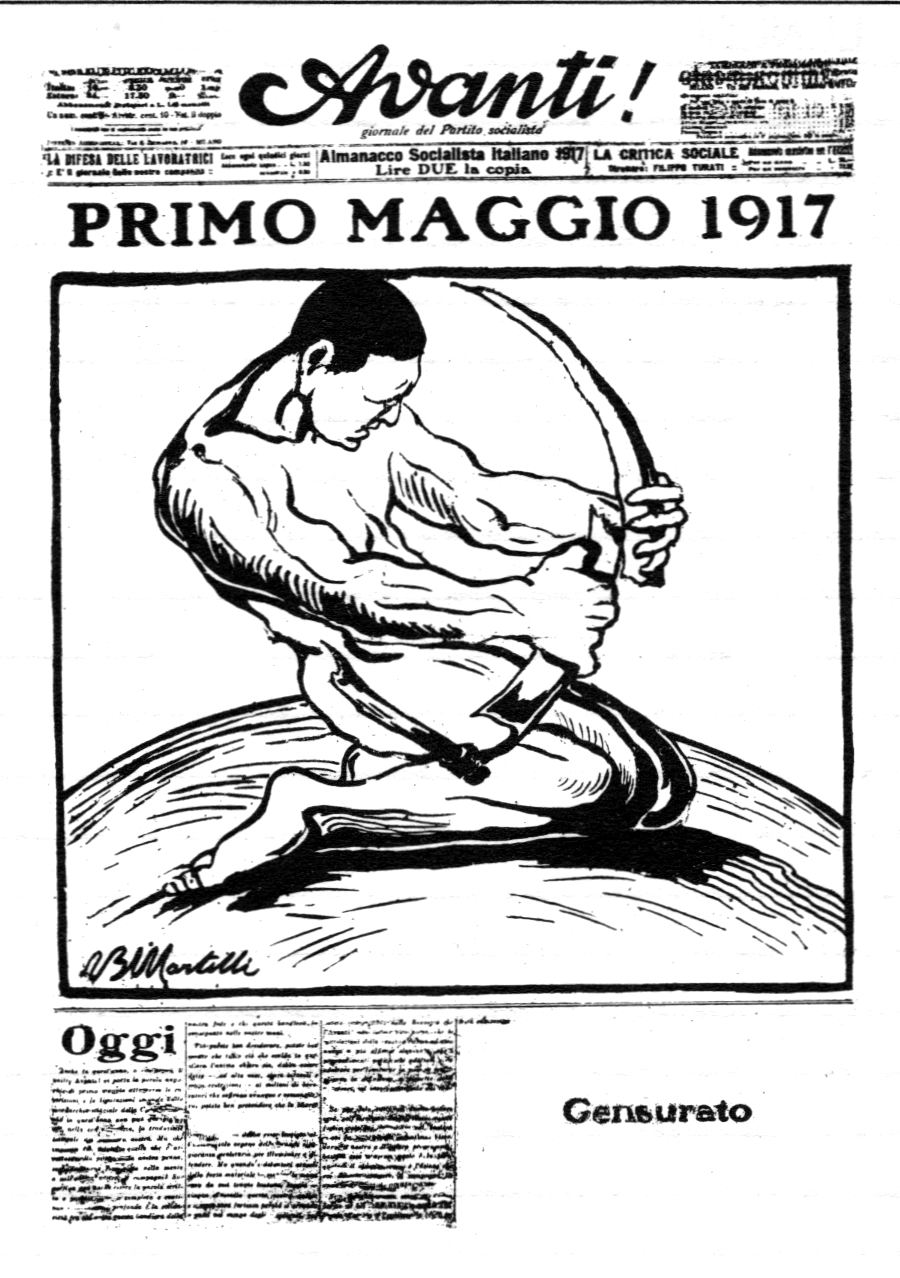
Avanti! del 1º maggio 1917, con i tagli della censura
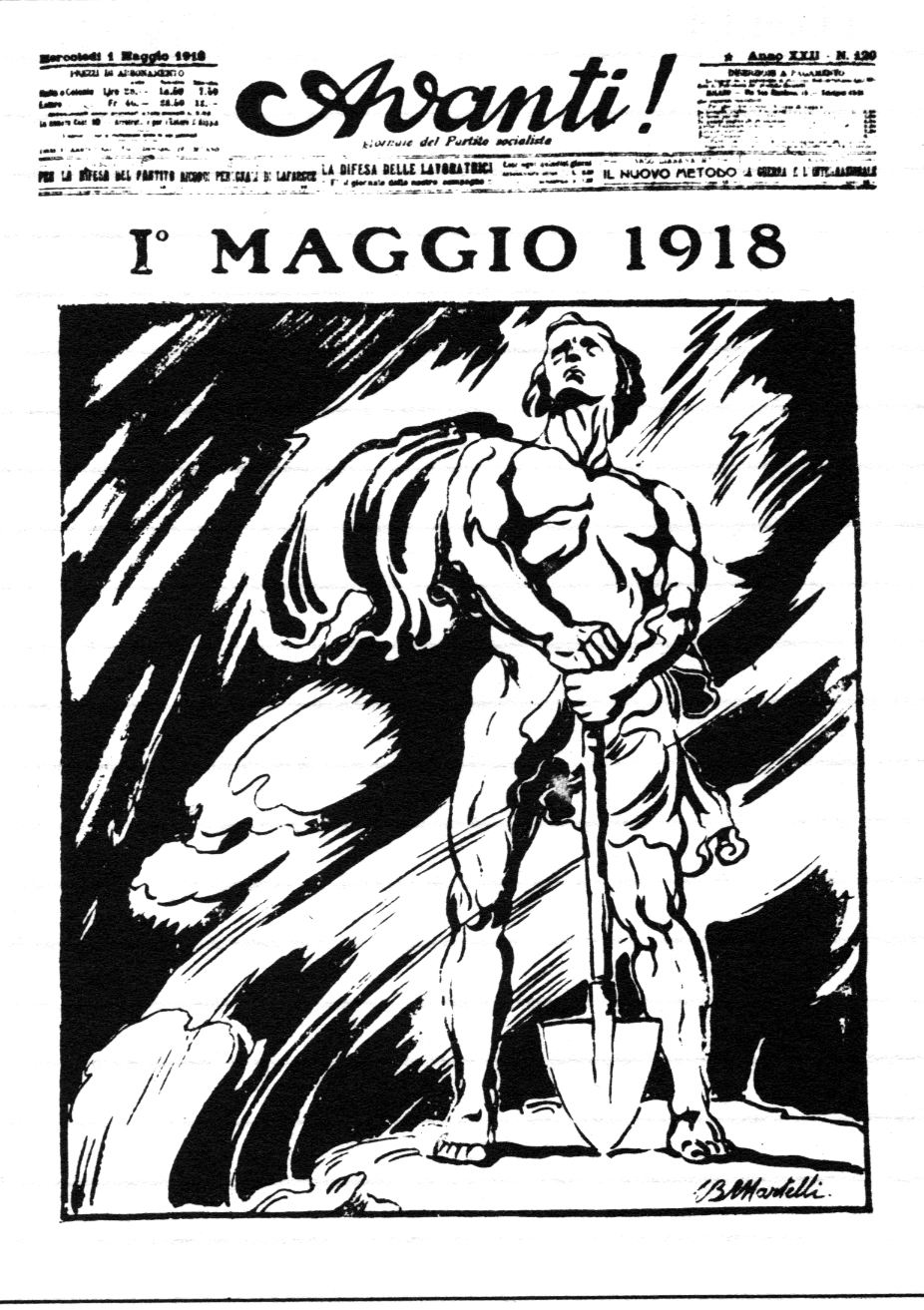
Avanti! del 1º maggio 1918
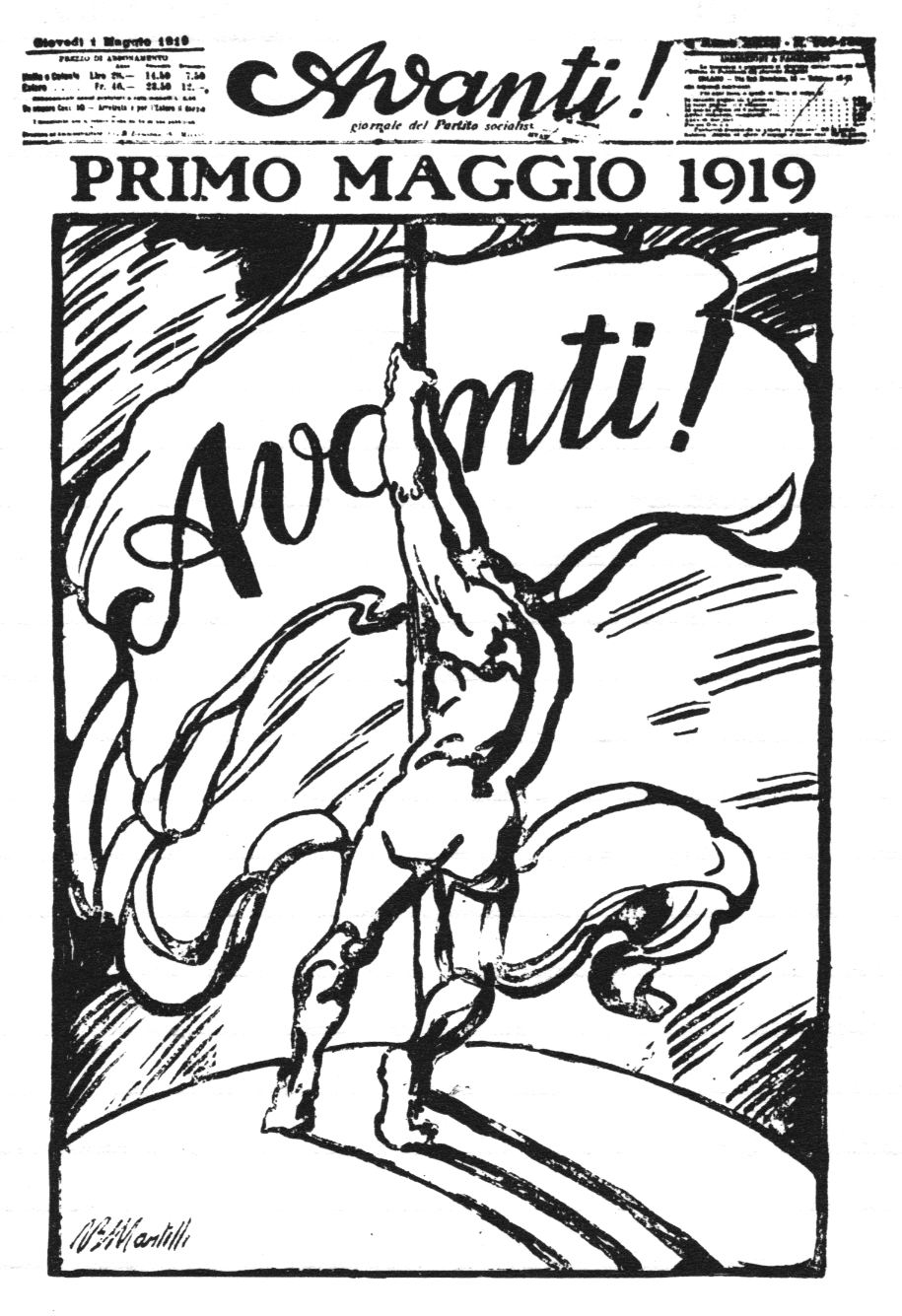
Avanti! del 1º maggio 1919

### I cinque assalti squadristi contro l'Avanti!
Tra il 1919 e il 1922 l'Avanti! venne assalito e devastato per ben cinque volte:
Nei cassetti ci sono le rivoltelle. Il telefono serve anche a chiamare in soccorso i compagni. Tutti gli assalti hanno la stessa storia, gli stessi commenti, la stessa meccanica, le stesse conseguenze: un copione non dissimile da quello, più in generale, della guerra civile. Ogni volta che le circostanze politiche lo suggeriscono o consentono, il fascismo attacca. Gli aggressori sono organizzati militarmente, mentre i difensori non lo sono. Gli squadristi si preparano con picconi e bombe incendiarie perché l'obbiettivo è già in partenza la devastazione del giornale per impedirne l'uscita. La difesa dell'Avanti! è passiva, come in tutti gli altri episodi della guerra civile. In modo più o meno aperto, gli assalitori sono protetti quasi sempre (...) dalle forze dello Stato. All'indomani degli assalti, il giornale predica prudenza, suggerisce di non cadere nella trappola delle provocazioni.
La reazione alla violenza squadrista è infatti esclusivamente politica e propagandistica: imponenti scioperi e cortei di solidarietà. Accompagnati da una sottoscrizione straordinaria a sostegno del giornale per riparare i danni e rilanciarlo. È lo stile dei socialisti, assolutamente perdente. Ma forse obbligato, considerando che la forza sta dalla parte dello squadrismo, perché esso ha una provvista ormai crescente di denaro, grazie all'appoggio di agrari e industriali, e perché soprattutto ha una copertura del potere statale che diventa con il tempo quasi completa.»
(UGO INTINI)

#### L'assalto all'Avanti!del 15 aprile 1919 a Milano

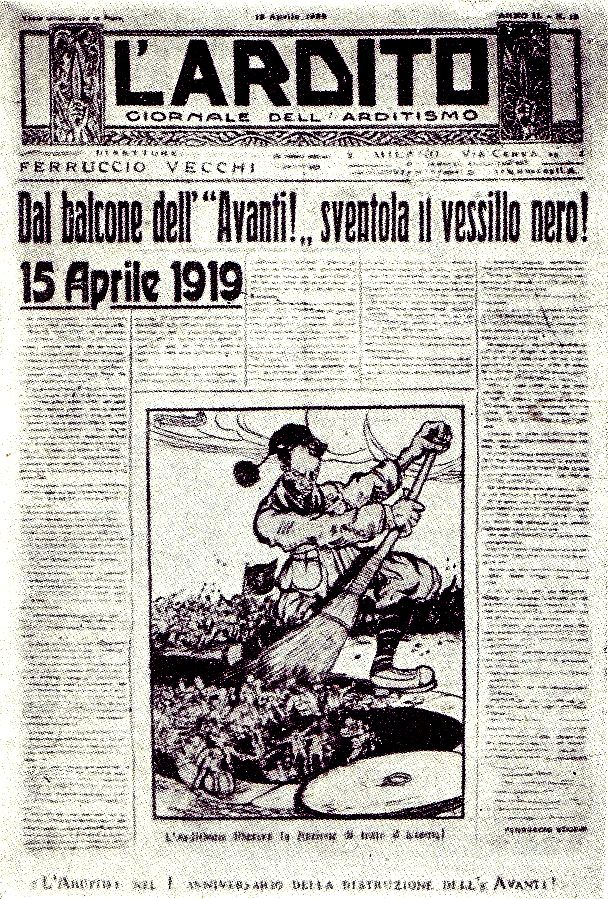
"L'Ardito", giornale dell'Arditismo, del 18 aprile 1920 esalta l'anniversario del primo attacco squadrista contro l'Avanti! del 15 aprile 1919 a Milano.

Il 15 aprile 1919, a Milano, nazionalisti, fascisti, allievi ufficiali e arditi furono protagonisti del primo assalto squadristico, durante il quale incendiarono e devastarono la sede del quotidiano.
"Ma l'Avanti! non può essere spento, perché rappresenta il socialismo stesso. Non si stronca una idea, come si spezza con il martello la macchina che la distribuisce alle centinaia di mille lavoratori nelle officine e nei campi. E poiché è viva l'idea, si ricompone anche la macchina. Avanti!".
Avanti!, dunque.»
(UGO INTINI)
Il 23 aprile 1919 il giornale, stampato a Torino, esorta i lettori e i militanti a sottoscrivere per ricostruire la sede milanese: "Perché l'AVANTI! risorga più grande, più forte, più rosso", dando atto del "Plebiscito di solidarietà" in corso.

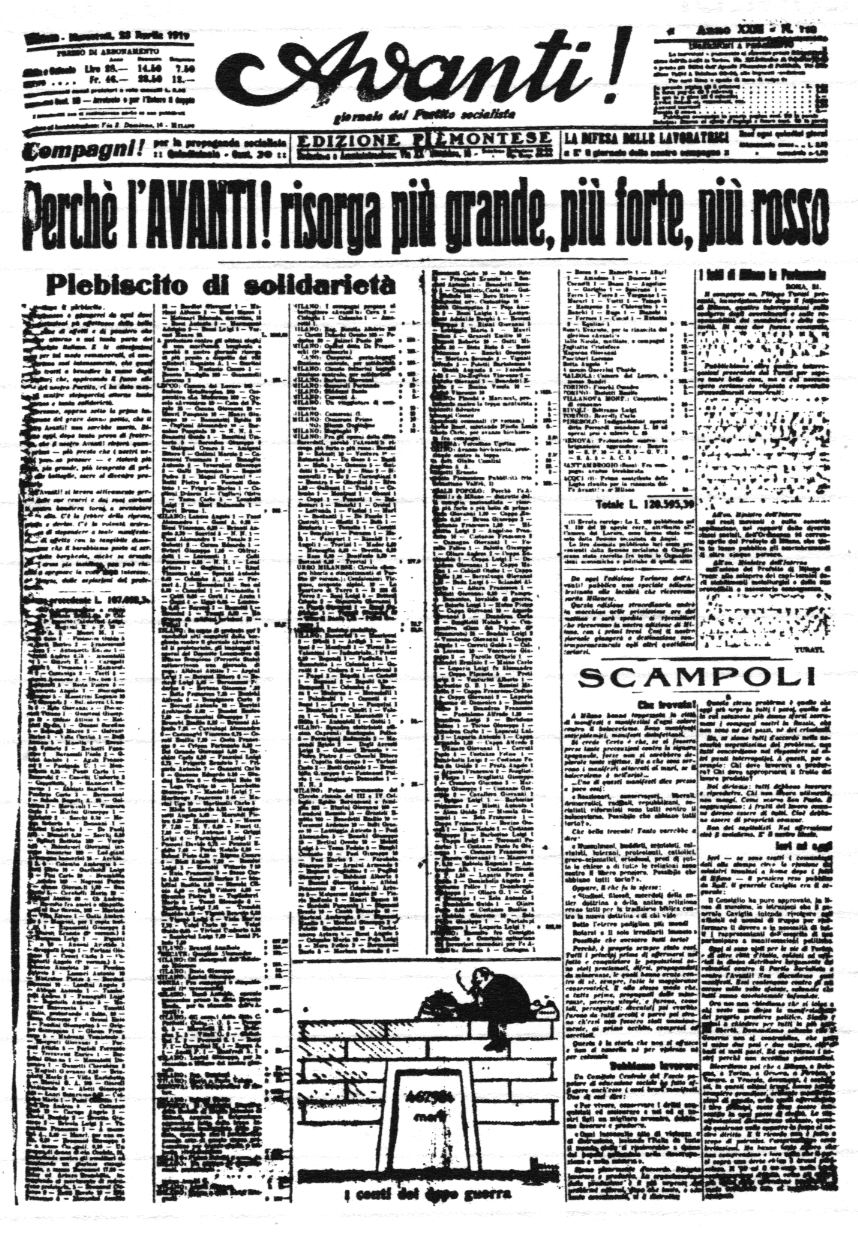
23 aprile 1919, lancio della sottoscrizione popolare per la costruzione della nuova sede dell'Avanti! dopo le devastazioni squadriste.

Il 1º maggio 1920 viene posta la prima pietra ... La retorica, frutto del legittimo orgoglio, diventa in quel felice primo maggio inevitabile. "Oggi" - si legge nel fondo dal titolo "Un po’ di sereno…" - "sarà posata la prima pietra della nuova casa dell'Avanti!: costruzione la cui storia rimarrà memorabile, come quella della prima basilica o dei primi palazzi municipali del trecento. È il nostro pensiero vittorioso che si afferma in una salda armonia di pietre. I proletari che sanno e ricordano come i mattoni del sorgente edificio siano usciti dalla fornace del 15 aprile, da un fuoco che doveva distruggere il nostro essere e che invece ne provò la tenacia, come il crogiolo dimostra la bontà del metallo, considerano giustamente questo primo maggio come il più augurale e forse il più lieto della storia nostra. Oggi si canterà e si berrà."
Ed è quello che accade.
Un immenso corteo sommerso dalle bandiere rosse si forma in piazza Cinque Giornate e si ingrossa a ogni incrocio mentre arriva all'angolo tra via Settala e via San Gregorio, che i compagni scoprono in mezzo agli applausi essere stata ribattezzata con una nuova targa stradale "Via Avanti!".
Quando il giornale, con la manifestazione del 1911 guidata da Turati, fu spostato a Milano, si sentiva nell'aria la speranza di conquistare un sindaco socialista nella capitale italiana del lavoro.
Oggi, il sindaco, Caldara, c'è e pone solennemente la prima pietra.
Gli ex direttori dell'Avanti! sono tutti presenti. Manca Bissolati, che è ammalato in ospedale a Roma e che, ministro e uomo di governo, ormai milita in un altro partito. Oddino Morgari lo ricorda con parole commosse. Il popolo socialista sa essere giusto e generoso: le accoglie con un grande applauso. Bissolati, quando lo saprà, nel letto di ospedale dove morirà dopo pochi giorni, piangerà di gioia.
Serrati cita il primo titolo dell'Avanti!, dettato proprio da Bissolati: "Di qui si passa". "Un ministro del re" - ricorda - "disse ai primi socialisti italiani: di qui non si passa. Sorse un modesto foglio, l'Avanti!, che rispose: di qui si passa. Ed il partito socialista è passato e passerà alla testa delle folle contro tutti i tradimenti, contro tutte le viltà."»

#### L'attacco alla sede romana dell'Avanti!
La sede della direzione del partito, in via del Seminario, è assediata. Poi scatta, pianificata, l'azione principale: l'assalto all'Avanti!. La complicità delle forze dell'ordine è così evidente che persino il Questore dichiarerà: "gli agenti hanno tenuto un contegno per lo meno equivoco".
Un poliziotto fa da "palo" all'angolo di via della Pilotta, dove la sede dell'Avanti! è apparentemente protetta da uno squadrone di cavalleria. Vede avanzare una massa e crede per errore che si tratti degli operai giunti dalla casa del popolo in difesa del loro giornale. Fa segno perciò ai carabinieri a cavallo di caricare per disperderli. Ma quando si accorgono che è la squadra dei fascisti, i militari si fermano, retrocedono, li lasciano passare. Alla testa degli assalitori c'è un capitano degli arditi in divisa.
"Le porte della tipografia - si legge nella cronaca dell'Avanti! - furono presto sfondate per mezzo di grossi macigni. E mentre un gruppo entrava per la porta, un ufficiale degli arditi, valoroso!, col pugnale in mano entrava per la finestra e muoveva incontro ad alcune donne, le sole che erano in tipografia, addette alla spedizione. Le disgraziate, alla vista di quell'energumeno, fuggirono per i tetti e si rifugiarono discinte in preda al terrore in uno dei locali vicini delle Poste. Nella tipografia tutto fu messo a soqquadro. Le macchine in piano furono guastate seriamente. Anche due linotype furono rese quasi inutili. I caratteri delle cassette sono tutti perduti".
Mentre avviene la devastazione, l'ufficiale che comanda i carabinieri a cavallo resta immobile: "non ho ordini". Un operaio corre allora al comando di Divisione. Riesce trafelato a parlare con il comandante del picchetto. "Non ci posso fare niente - ripete - non abbiamo ordini".»
(UGO INTINI)

#### Le bombe contro la nuova sede milanese dell'Avanti!

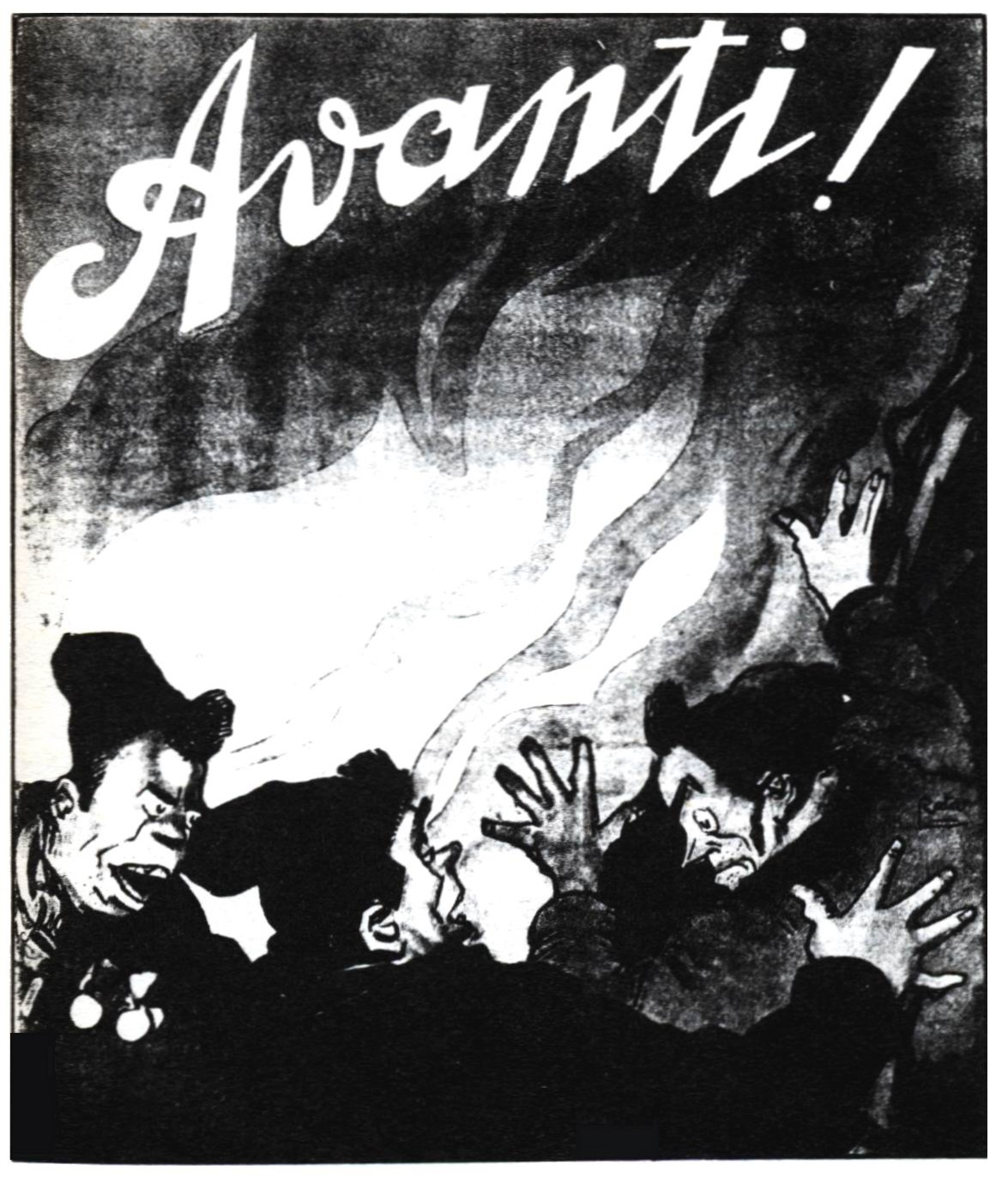
Gabriele Galantara, "Violenze inutili: Distrutto!; Ma se è più ... vivo di prima!", vignetta per "L'Asino" del 1922.

Un nuovo attacco avvenne a Milano nella notte tra il 23 e il 24 marzo 1921: la nuova sede del giornale in Via Lodovico da Settala 22, ancora in costruzione, fu bersagliata dalle bombe di una squadra fascista, con il prestesto di un'immediata rappresaglia alla strage dell'Hotel Diana, avvenuta poche ore prima per mano di elementi anarchici.
In questa occasione, mosso da un generoso impulso solidaristico, Pietro Nenni, all'epoca ancora esponente repubblicano, intervenne a difesa del quotidiano socialista. Il direttore dell'epoca, Giacinto Menotti Serrati, dopo pochi giorni, gli chiese di andare a Parigi come corrispondente dell'Avanti!, in prova per sei mesi, a 1800 franchi mensili "comprese per ora le piccole spese di tram, posta, ecc.".
Da quel momento iniziò il sodalizio del leader romagnolo con il giornale socialista, che durerà per tutta la sua vita.

### Pietro Nenni diventa collaboratore e poi direttore dell'Avanti!

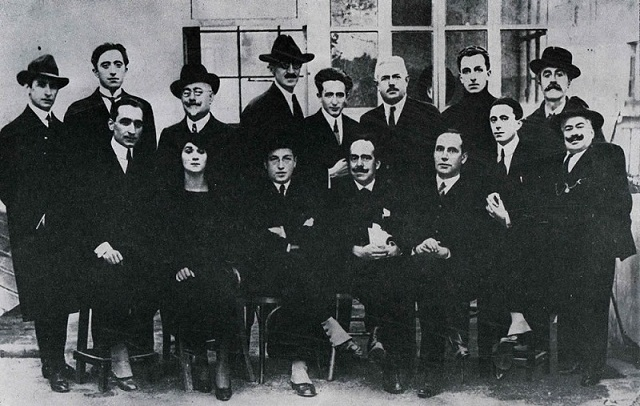
La redazione dell'Avanti! a Milano nel 1921. Il primo seduto a sinistra accanto alla segretaria Fasano è Guido Mazzali. Il terzo seduto da sinistra, con le ghette, è Pietro Nenni, al cui fianco, con baffi e occhiali, è Walter Mocchi. Il primo in alto a destra è il disegnatore satirico Giuseppe Scalarini, davanti al quale, seduto, c'è Giuseppe Romita.

Il 19 aprile apparve per la prima volta la firma di Nenni sul quotidiano socialista, sotto l'articolo "La bancarotta dell'interventismo di sinistra".
A Parigi Nenni si iscrisse al PSI ed iniziò un percorso che lo portò, nel breve giro di due anni, a divenire leader della corrente autonomista del partito, che al Congresso di Milano del 1923 batté la posizione "fusionista" di entrata del PSI nel Partito Comunista d'Italia, come imposto dai vertici sovietici, sostenuta proprio da Serrati e dal Segretario del partito Costantino Lazzari. Il Congresso lo nominò direttore dell'Avanti!.
Da allora, per tutto il periodo dell'esilio in Francia e della clandestinità in Italia, Pietro Nenni e direzione dell'Avanti! diverranno un binomio quasi indissolubile, fino al 1948.
Il 31 dicembre 1925 il governo Mussolini fece approvare dalla Camera dei deputati la legge n. 2307 sulla stampa (una delle leggi fascistissime).

Il 31 ottobre 1926 il regime soppresse tutti i giornali dell'opposizione. L'Avanti!, come tutte le pubblicazioni antifasciste, fu costretto a sospendere le pubblicazioni in Italia, ma continuò ad essere pubblicato in esilio, su impulso di Nenni, con cadenza settimanale, a Parigi e a Zurigo.

### Dalla caduta del fascismo al referendum istituzionale del 1946

#### L'Avanti! clandestino
Il quotidiano socialista ricomparve clandestino in Italia l'11 gennaio 1943: una pubblicazione dal titolo Avanti!, senza l'utilizzo della storica testata dal carattere corsivo in stile liberty, venne distribuita come "giornale del Movimento di Unità Proletaria per la repubblica socialista".
Dopo la costituzione del Partito Socialista di Unità Proletaria il 22 agosto 1943 (con la fusione tra il Partito Socialista Italiano ed il Movimento di Unità Proletaria), l'Avanti! riprese ad utilizzare la testata tradizionale di Galantara, proclamandosi nel sottotitolo "giornale del Partito Socialista Italiano di Unità Proletaria".
Il n.2 - Anno 47° del 9 (erroneamente fu stampata la data del 3) settembre 1943, nel dare la notizia della stipula dell'armistizio con gli Alleati, titolò, un po' ottimisticamente: "La guerra fascista è finita", mentre nel sottotitolo affermò "La lotta dei lavoratori continua", facendo il verso al proclama del Maresciallo Badoglio del 25 luglio ("La guerra continua").
L'Avanti! del 16 marzo 1944, stampato e distribuito clandestinamente nei territori della Repubblica Sociale e occupati dalle truppe tedesche, proclamava: "La classe operaia in prima fila nella lotta per l'indipendenza e per la libertà", con sottotitolo: "Lo sciopero generale nell'Italia Settentrionale contro la coscrizione, le deportazioni e le decimazioni".
L'edizione romana dell'Avanti! clandestino era curata, come ricordò Sandro Pertini, da Eugenio Colorni e Mario Fioretti: « [...] Ricordo come Colorni, mio indimenticabile fratello d'elezione, si prodigasse per far sì che l'Avanti! uscisse regolarmente. Egli in persona, correndo rischi di ogni sorta, non solo scriveva gli articoli principali, ma ne curava la stampa e la distribuzione, aiutato in questo da Mario Fioretti, anima ardente e generoso apostolo del Socialismo. A questo compito cui si sentiva particolarmente portato per la preparazione e la capacità della sua mente, Colorni dedicava tutto se stesso, senza tuttavia tralasciare anche i più modesti incarichi nell'organizzazione politica e militare del nostro Partito. Egli amava profondamente il giornale e sognava di dirigerne la redazione nostra a Liberazione avvenuta e se non fosse stato strappato dalla ferocia fascista, egli sarebbe stato il primo redattore capo dell'Avanti! in Roma liberata e oggi ne sarebbe il suo direttore, sorretto in questo suo compito non solo dal suo forte ingegno e dalla sua vasta cultura, ma anche dalla sua profonda onestà e da quel senso di giustizia che ha sempre guidato le sue azioni. Per opera sua e di Mario Fioretti, l'Avanti! era tra i giornali clandestini quello che aveva più mordente e che sapeva porre con più chiarezza i problemi riguardanti le masse lavoratrici. La sua pubblicazione veniva attesa con ansia e non solo da noi, ma da molti appartenenti ad altri partiti, i quali nell'Avanti! vedevano meglio interpretati i loro interessi».
Il giornale uscì a Roma in clandestinità fino alla liberazione della capitale il 4-5 giugno 1944.
L'edizione straordinaria del 7 giugno 1944 diede la notizia dell'eccidio romano de La Storta del 4 giugno, titolando: "Bruno Buozzi Segretario della Confederazione Generale del Lavoro assassinato dai nazisti con 14 compagni".
L'Avanti! riprese la diffusione pubblica nella capitale e nei territori italiani via via liberati, mentre rimase clandestino nei territori della Repubblica Sociale.
Sempre Pertini fu protagonista della stampa e diffusione del primo numero del giornale a Firenze, immediatamente dopo la liberazione della città: « [...] improvvisamente all'alba dell'undici agosto, la "Martinella" - il vecchio campanone di Palazzo Vecchio - suonò a distesa; risposero festose tutte le campane di Firenze. Era il segnale della riscossa. Scendemmo, allora, tutti i piazza; i fratelli nostri d'oltre Arno passarono sulla destra, i partigiani scesero dalle colline, la libertà finalmente splendeva nel cielo di Firenze. Ci mettemmo subito al lavoro; tutti i compagni si prodigavano in modo commovente. Il nostro fu il primo Partito a pubblicare un manifesto rivolto alla cittadinanza e pensammo di fare uscire immediatamente l'Avanti! sotto la direzione del compagno Albertoni... Nel pomeriggio dell'undici agosto noi tutti uscimmo dalla sede del Partito di via San Gallo con pacchi di Avanti! ancora freschi di inchiostro e ci trasformammo in strilloni. L'Avanti! andò a ruba. Ricordo un vecchio operaio. Mi venne incontro con le braccia tese chiedendomi con voce tremante un Avanti!. Il suo volto, splendente di una luce che si irradiava dal suo animo, sembrava improvvisamente ringiovanire. Preso l'Avanti! se lo portò alla bocca, baciò la testata piangendo come un fanciullo. Sembrava un figlio che dopo anni di forzata lontananza ritrova la madre.»
L'edizione milanese dell'Avanti! clandestino era curata, sino alla sua cattura da parte della Gestapo il 10 marzo 1944, assieme alla quasi totalità del gruppo dirigente socialista di Milano, da Andrea Lorenzetti: nel periodo settembre 1943-maggio 1944, uscirono ben ventotto numeri, quasi uno la settimana.
Subito dopo l'arresto della redazione, la direzione del giornale clandestino fu affidata a Guido Mazzali, grazie al cui impegno il giornale raggiunse una tiratura di 15 000 copie; esso aveva un recapito nei caselli daziari di Porta Vittoria.
Così Sandro Pertini ricordò l'impegno di Mazzali per la stampa del giornale socialista: «L'organizzazione politica e quella militare del nostro Partito procedeva nel Nord in modo febbrile e sempre più soddisfacente per opera di Morandi, di Basso, di Bonfantini. L'anima di questa organizzazione era l'Avanti! clandestino. Nel settentrione usciva in diverse edizioni: a Milano, Torino, Venezia, Genova, Bologna. Insieme all'Avanti! facevano uscire altri giornali clandestini... La pubblicazione di questi fogli in Milano la si deve alla tenacia, alla abnegazione, alla intelligenza di Guido Mazzali. Sempre sereno, egli non si turbava delle mie richieste di far uscire nuovi giornali: ascoltava tranquillo le mie sfuriate quando lo incitavo a pubblicare con più frequenza l'Avanti! e si metteva paziente al lavoro. Il giornale lo faceva lui, e lui ne curava la stampa e la diffusione. Si pensi che nella sola Milano siamo riusciti a stampare fino a 30 000 copie per numero dell'Avanti!. Il nostro giornale era lettissimo, soprattutto perché non si limitava a fare opera di patriottismo, come facevano i giornali di altri Partiti, ma prospettava sempre quelle che poi dovevano essere ed erano le finalità della guerra di liberazione, e cioè: l'indipendenza, la Repubblica, il Socialismo...»
(Giuseppe Manfrin, Mazzali Guido: la tensione etica')
L'edizione milanese dell'Avanti venne redatta presso la sede del Corriere della Sera fino al 13 maggio 1945, quando la redazione si trasferì in Via Senato, 38, angolo Piazza Cavour, 2, nella ex sede de "Il Popolo d'Italia".

#### L'Avanti torna in edicola
Venerdì 27 aprile 1945, mentre nell'Italia settentrionale si andava completando la liberazione dei territori dall'occupazione tedesca, apparve sull'Avanti! un articolo, a firma di Pietro Nenni, il cui titolo che divenne famoso: "Vento del Nord". In esso il leader del PSIUP, nell'esaltare lo sforzo dei partigiani che erano riusciti a cacciare o a costringere alla resa i nazifascisti, individuava nella volontà di riscatto e di rinnovamento delle popolazioni del Nord il "vento" che avrebbe spazzato via i residui del regime che aveva governato l'Italia per oltre vent'anni: «Vento di liberazione contro il nemico di fuori e contro quelli di dentro».
Il 28 aprile 1945 giunse a Roma la notizia della fucilazione di Mussolini: Sandro Pertini che gli era vicino nella redazione dell’Avanti!, raccontò che Nenni, in passato amico fraterno e compagno di cella del futuro duce, allora socialista, «aveva gli occhi rossi, era molto commosso, ma volle ugualmente dettare il titolo: Giustizia è fatta!».
Il 1º maggio 1945, dopo la Liberazione, uscì a Milano il primo numero dell'Avanti! dedicato alla festa del 1º maggio, che venne celebrata per la prima volta dopo 20 anni con uno storico comizio di Sandro Pertini.
Nella prima pagina compare la foto di Bonaventura Ferrazzutto, sopra il titolo Gli assenti, in cui si ricordano i compagni caduti o vittime della deportazione nei campi di sterminio nazisti.

#### La battaglia per la Repubblica
Dopo la Liberazione l'Avanti! costituirà, con gli infuocati articoli di Nenni, uno straordinario strumento di propaganda per il voto a favore della Repubblica nel referendum istituzionale e per il PSIUP nelle elezioni per l'Assemblea Costituente del 2 giugno 1946. Famoso è rimasto lo slogan del leader socialista: "O la Repubblica, o il caos!"
Il 5 giugno 1946, nel proclamare l'esito vittorioso del referendum istituzionale, il giornale titolò a tutta pagina: "REPUBBLICA! - IL SOGNO CENTENARIO DEGLI ITALIANI ONESTI E CONSAPEVOLI È UNA LUMINOSA REALTÀ" e, in un riquadro a lui dedicato, il direttore Ignazio Silone espresse la riconoscenza degli elettori socialisti al proprio leader, che aveva infaticabilmente lottato per l'abbinamento tra elezioni per l'Assemblea Costituente e referendum: "Grazie a Nenni".

### Il secondo dopoguerra
Nel secondo dopoguerra l'Avanti!, pur non tornando alle tirature e all'influenza che aveva avuto tra le due guerre, è, con i suoi titoli, il testimone della rinascita del Paese e della sua evoluzione democratica.

### Il centro-sinistra "organico" (1963-1976)
Grande enfasi viene data dal giornale alla nascita del primo governo di centro-sinistra che vedeva la partecipazione diretta dei socialisti che tornavano nell'esecutivo dopo 16 anni di opposizione assieme ai comunisti. Venerdì 6 dicembre 1963, in occasione del giuramento del primo governo Moro davanti al Presidente della Repubblica Antonio Segni, il giornale titola a tutta pagina: "DA OGGI OGNUNO È PIÙ LIBERO - I lavoratori rappresentati nel governo del Paese".
L'“Avanti!” registra puntualmente i risultati dell'attività riformatrice dei socialisti nello schieramento di governo di centro-sinistra.
"LO STATUTO DEI LAVORATORI È LEGGE" titola l'“Avanti!” del 22 maggio 1970, dando la notizia dell'approvazione della legge 20 maggio 1970, n. 300 e afferma nell'occhiello: "IL PROVVEDIMENTO VOLUTO DAL COMPAGNO GIACOMO BRODOLINI È STATO DEFINITIVAMENTE APPROVATO DALLA CAMERA". Il giornale ricorda il ruolo di impulso svolto dal Ministro del lavoro socialista, prematuramente scomparso l'11 luglio 1969, considerato il vero "padre politico" dello Statuto dei lavoratori, e attacca «l'atteggiamento dei comunisti, ambiguo e chiaramente elettoralistico», che ha determinato il PCI a scegliere l'astensione sul provvedimento.
L'articolo di fondo proclama: "La Costituzione entra in fabbrica", sottolineando «il riconoscimento esplicito di una nuova realtà che, dopo le grandi lotte d'autunno, nel vivo delle lotte per le riforme sociali, vede la classe lavoratrice all'offensiva, impegnata nella costruzione di una società più democratica».
Con un titolo analogo, "IL DIVORZIO È LEGGE - Vittoriosa conclusione di una giusta battaglia", l'“Avanti!” del 2 dicembre 1970 sottolinea l'avvenuta approvazione della nuova "Disciplina dei casi di scioglimento del matrimonio", la cosiddetta legge Fortuna-Baslini, risultato della combinazione del progetto di legge del socialista Loris Fortuna con un altro progetto di legge del deputato liberale Antonio Baslini. Il progetto Fortuna risaliva al 1965 ed era stato testardamente riproposto dal deputato socialista all'inizio di ogni legislatura.
In precedenza, nel 1954, un altro deputato socialista, Luigi Renato Sansone, aveva presentato alla Camera un disegno di legge per l'istituzione del cosiddetto piccolo divorzio, mai discusso, riproposto nel 1958 da Sansone, eletto senatore, assieme alla collega Giuliana Nenni (figlia primogenita del leader socialista).
Circa tre anni dopo l'approvazione della legge, il 14 maggio 1974 il giornale socialista proclamò l'esito del referendum sul divorzio, promosso da Gabrio Lombardi, presidente del Comitato per il referendum sul divorzio, e da Luigi Gedda, presidente dei Comitati Civici, e sostenuti dalle gerarchie vaticane e dal leader democristiano Amintore Fanfani, all'epoca segretario della DC, titolando a tutta pagina: "Una valanga di NO – Strepitosa vittoria delle forze democratiche".

### Il nuovo corso di Craxi (1976-1993)
Dopo la direzione di Paolo Vittorelli (1976-1978), con il consolidarsi del nuovo corso socialista, il segretario del partito Craxi diventò nel 1978 direttore politico e affidò la direzione responsabile a Ugo Intini, che diventerà anche direttore politico nel 1981.
L’Avanti! amplificava tutte le battaglie politiche e culturali del partito, quotidianamente ripreso, come si usava al tempo, dai telegiornali e quotidiani nazionali. Divennero citati e famosi anche i corsivi che Craxi, pur presidente del Consiglio, cominciò a scrivere con lo pseudonimo di Ghino di Tacco (GdT).
Alcune battaglie però, che si possono elencare rapidamente, furono soprattutto sue, perché legate non soltanto alla politica ma alle inchieste giornalistiche e alla cronaca. Dopo la campagna per la liberazione di Moro, lo scontro con tutti gli altri media si ripropose con il sequestro del giudice D’Urso e questa volta ebbe un esito opposto. Sfiorando la crisi di governo, l’Avanti! pubblicò infatti i comunicati delle BR, come da esse richiesto e il giudice inviò nel gennaio 1981 al direttore una lettera nella quale gli comunicava che sarebbe stato liberato.
L’Avanti!, sempre isolato tra i media, insistette sulle radici del terrorismo rosso, che stavano a suo parere nel leninismo, nell’estremismo sindacale e in quella parte minoritaria della Resistenza comunista che aveva come obbiettivo non la democrazia, bensì la rivoluzione proletaria. Unico tra i media (e difeso soltanto del presidente Pertini) documentò e denunciò l’appoggio al terrorismo dall’Unione Sovietica. Così come sostenne che il tentato assassinio del Papa era stato organizzato non da fanatici, bensì dal KGB.
L’Avanti! sollevò uno scandalo per il fatto che i responsabili dell’assassinio, nel 1980, di Walter Tobagi (un socialista che aveva cominciato a lavorare proprio nella sua redazione) fossero rimasti in carcere soltanto tre anni in quanto “pentiti”. Scoprì e pubblicò poi un documento dal quale risultava che un infiltrato dai carabinieri tra i terroristi aveva preannunciato la tragedia cinque mesi prima. Il documento, sempre nascosto anche al processo, fu dichiarato autentico dal ministro dell’Interno Scalfaro, che difese l’Avanti! in Parlamento. I suoi giornalisti e persino i parlamentari socialisti (cui fu tolta l’immunità per un reato di opinione) furono condannati. Il presidente del Consiglio Craxi espresse la sua solidarietà, il CSM si convocò in seduta straordinaria per censurarlo e il presidente della Repubblica Cossiga vietò la riunione minacciando l’intervento dei carabinieri e provocando il più clamoroso scontro istituzionale tra potere politico e giudiziario.
Nel 1987, l’Avanti! fu rilanciato con una nuova veste grafica disegnata da Sergio Ruffolo (fratello di Giorgio) che aveva creato anche quella della Repubblica. Intini passò al ruolo di portavoce del partito, conservando la direzione editoriale del giornale, di cui diventarono direttori prima Antonio Ghirelli (già portavoce di Pertini, direttore del Corriere dello Sport e del TG2), poi Roberto Villetti (già vice direttore dell’Avanti!, di Mondoperaio e segretario della Federazione Giovanile socialista).

### La fine e le rinascite
Il crollo del PSI del 1993 portò con sé inevitabilmente prima la crisi e poi la chiusura dell’Avanti!, che fu l’unico quotidiano a opporsi frontalmente agli eccessi di Mani Pulite. Ugo Intini sostenne ad esempio che ci si trovava di fronte a un “Golpismo strisciante“ (titolo del 29 luglio 1992) nel quadro di una campagna di opinione a livello mondiale per sostituire in pratica il potere finanziario a quello politico dopo che, come sosteneva Fukuyama, finito il comunismo, erano finite anche la storia e, a maggior ragione, la politica (“Fukuyama in salsa italiana“, del 21 aprile 1992).
L’Avanti!, nato perseguitato, morì allo stesso modo. Proprio nel momento del più disperato bisogno, Palazzo Chigi gli bloccò infatti il pagamento di dieci miliardi arretrati dovuti (come a tutti) come contributo statale all’editoria. Il giornale fallì e i suoi amministratori furono subito incriminati per bancarotta fraudolenta, in quanto avevano iscritto a bilancio come debito del partito verso il giornale il contributo che ogni anno il partito stesso (quale unico azionista) aveva sempre riconosciuto e regolarmente pagato per ripianare il passivo (cosa che, distrutto imprevedibilmente il PSI, non fu più possibile). Il processo e l’assoluzione avvennero soltanto nel 2007.
Dopo il crollo della prima Repubblica, si ricostruì faticosamente il partito che si poneva nella continuità storica con il partito socialista di Nenni, Pertini e Craxi. Prima lo SDI (Socialisti Democratici Italiani), poi il suo successore PSI (con le segreterie di Enrico Boselli, Riccardo Nencini e Enzo Maraio) si posero perciò come primo e naturale obiettivo quello di conservare anche la continuità dell’Avanti! Dal 1998 al 2013, il partito pubblicò perciò come settimanale cartaceo l’Avanti! della Domenica e dal 2012 in poi il quotidiano l’Avanti! online.
L’Avanti della domenica è tornato in edicola prima, dall’aprile 2022, inserito ne Il Riformista e poi, dal febbraio 2023, in modo autonomo, diretto da Giada Fazzalari.

## Sedi
- Roma, Palazzo Sciarra, via delle Muratte (sede nazionale: 1896 - 1897);
- Roma, via del Corso, 397 (sede nazionale: 1897 - 1898);
- Roma, via di Propaganda Fide, 16 (sede nazionale: 1898 - 1911);
- Milano, via san Damiano, 16 (sede nazionale: 9 ottobre 1911 - 15 aprile 1919);
- Roma, via del Seminario, 86 (edizione romana: amministrazione);
- Roma, via della Pilotta, 11 (edizione romana: direzione - tipografia);
- Milano, via Ludovico da Settala, 22 (sede nazionale: 1921 - 1926);
- Parigi, rue de Picpus, 126 (12º arrondissement), (in esilio, dal 12 dicembre 1926);
- Parigi, rue de la Tour d'Auvergne, 16, presso Giorgio Salvi (9º arrondissement), (in esilio, 1930);
- Parigi, rue du Faubourg Saint-Denis, 103 (10º arrondissement), (Nuovo Avanti! in esilio, dal 1934);
- Milano, via Solferino, 28 (nella sede del "Corriere della Sera", occupata il 25 aprile 1945);
- Milano, via Senato, 38, angolo Piazza Cavour, 2 (ex sede de "Il Popolo d'Italia". Edizione milanese: dal 13 maggio 1945);
- Roma, corso Umberto I, 476 (sede nazionale: 1945);
- Roma, via IV Novembre, 145 (sede nazionale: 1946);
- Roma, via Gregoriana, 41 (sede nazionale: 1953);
- Roma, Piazza Indipendenza (sede nazionale: in coabitazione con il quotidiano la Repubblica);
- Roma, via Tomacelli, 145 (sede nazionale: nella sede del Centro Culturale Mondoperaio).

## Direttori
- Leonida Bissolati (1896 - 1903)[14]
- Enrico Ferri (1903 - 1908)
- Oddino Morgari (1908 - 1909)
- Claudio Treves (26 ottobre 1910 - luglio 1912)
- Giovanni Bacci (luglio 1912 - ottobre 1912)
- Benito Mussolini (1º dicembre 1912 - 19 ottobre 1914)
- Giacinto Menotti Serrati (ottobre 1914 - 1922)
- Pietro Nenni (1922 - 1926)
- Ugo Coccia (edito in esilio a Parigi dal 12 dicembre 1926 - 1928)
- Angelica Balabanoff (edito in esilio a Parigi 1928 - 1930)
- Angelica Balabanoff (edito dal Partito Socialista Italiano (massimalista) in esilio a Parigi dal 1930 al 1º maggio 1940)[28]
- Pietro Nenni (edito dal Partito Socialista Italiano - sezione dell'Internazionale Operaia Socialista in esilio a Zurigo, per un certo periodo come supplemento de "L'Avvenire dei Lavoratori" di Zurigo: 1930 - maggio 1934)
- Pietro Nenni (edito dal Partito Socialista Italiano - sezione dell'Internazionale Operaia Socialista in esilio a Parigi con il titolo di "Il Nuovo Avanti" (senza punto esclamativo): dal maggio 1934 al 1939)[29]
- Giuseppe Saragat, Oddino Morgari e Angelo Tasca (gestione collegiale, ma, di fatto, diretto da Saragat: edito dal Partito Socialista Italiano - sezione dell'Internazionale Operaia Socialista in esilio a Parigi con il titolo di "Il Nuovo Avanti": dal 1939 al 1940)
- Pietro Nenni (ciclostilato in clandestinità a Palalda, nei Pirenei Orientali nella Francia di Vichy: ottobre 1941 - gennaio 1943)
- Eugenio Colorni[17] (in clandestinità a Roma: dal 22 agosto 1943 al maggio 1944)
- Andrea Lorenzetti[15][16] (in clandestinità a Milano: settembre 1943 - maggio 1944)
- Guido Mazzali[17][18] (in clandestinità a Milano: maggio 1944 - aprile 1945)
- Pietro Nenni, condirettore Giuseppe Saragat (edito a Roma dopo la liberazione della capitale: giugno 1944 - gennaio 1945)
- Guido Mazzali (edizione milanese: aprile 1945 - 1951)
- Ignazio Silone (edizione romana: 1945 - 1946)
- Sandro Pertini (edizione romana: 1946 - 1947)
- Riccardo Lombardi (edizione romana: 1948 - 1949)
- Sandro Pertini (edizione romana: 1949 - 1951)
- Tullio Vecchietti (1951 - 1957)
- Tullio Vecchietti direttore politico, Carlo Bonetti direttore responsabile (1957 - 1960)
- Giovanni Pieraccini direttore politico, Franco Gerardi direttore responsabile (1960 - 1963)
- Riccardo Lombardi (12 dicembre 1963 - 21 luglio 1964)
- Francesco De Martino (30 luglio 1964 - 13 novembre 1965)
- Franco Gerardi (14 novembre 1965 - 17 novembre 1966)
- Gaetano Arfé e Flavio Orlandi condirettori politici, Franco Gerardi direttore responsabile (18 novembre 1966 - 21 gennaio 1969)
- Gaetano Arfé direttore politico, Franco Gerardi direttore responsabile (22 gennaio 1969 - 1º aprile 1976)
- Paolo Vittorelli (1976 - 1978)
- Bettino Craxi direttore politico, Ugo Intini direttore responsabile (1978 - 1981)
- Ugo Intini (26 aprile 1981 - 6 ottobre 1987)
- Antonio Ghirelli (28 ottobre 1987 - 8 dicembre 1989)
- Roberto Villetti direttore politico, Francesco Gozzano direttore responsabile (9 dicembre 1989 - 1992)
- Giorgio Benvenuto direttore politico, Giuseppe Garesio condirettore, Francesco Gozzano direttore responsabile (1992 - 1993)

## Collaboratori
- Ivanoe Bonomi
- Angiolo Cabrini
- Giovanni Merloni caporedattore, 1900-1905
- Enrico Leone, caporedattore, 1903-1905
- Garzia Cassola
- Tomaso Monicelli, critico letterario e teatrale dal 1903 al 1907, padre del regista cinematografico Mario Monicelli
- Arturo Labriola, per la parte estera
- Antonio Gramsci, (1916)
- Nicola Badaloni
- Vittorio Piva
- Gabriele Galantara, vignettista
- Giuseppe Scalarini, vignettista
- Umberto Boccioni, illustratore
- Gino Piva
- Cesare Pirisi
- Vincenzo Balzamo
- Rosa Genoni
- Walter Pedullà
- Franco Fortini
- Paolo Grassi
- Alberto Vecchietti, critico teatrale e cinematografico dal 1945
- Roberto Zanetti  – critico musicale dal 1968 al 1975
- Lino Micciché
- Walter Tobagi, poi inviato speciale del Corriere della Sera, assassinato da Mario Marano e Marco Barbone della Brigata XXVIII marzo il 28 maggio 1980
- Ugo Finetti
- Gaetano Tumiati
- Carlo Tognoli
- Francesco Forte
- Federico Mancini
- Paolo Pillitteri
- Bobo Craxi

## Eredi dopo il 1994
Con lo scioglimento del Partito Socialista Italiano la testata era finita in liquidazione, come gli altri beni di proprietà del partito. L'ultimo congresso del PSI (Roma, 12 novembre 1994) aveva nominato un commissario liquidatore, Michele Zoppo, al quale venne affidato, tra gli altri beni, anche l'Avanti!. Ma non avendone curato la pubblicazione prevista dalla legge sulla stampa (47/48 art.7) è stato inadempiente al mandato ricevuto al momento della nomina che lo rendeva garante della tutela dei beni del partito, testate comprese.
Dopo tale data, comparvero in edicola tre diversi periodici che, pur richiamandosi tutti alla medesima storica testata socialista, erano diversamente schierati a livello politico:
- nel 1996 comparve in edicola il quotidiano L'Avanti! (con la "L" davanti alla testata), di proprietà della International Press di Valter Lavitola, diretto da Sergio De Gregorio.[31][32][33][34] Questo giornale cessò le pubblicazioni dopo pochi mesi, per riapparire in edicola nel 2003. La vicinanza di Lavitola al premier del centro-destra Silvio Berlusconi poneva il suo giornale al di fuori dello schieramento del centro-sinistra.[35] Lavitola e De Gregorio furono in seguito indagati dalla Procura della Repubblica di Napoli per i reati di associazione per delinquere finalizzata alla truffa ai danni dello Stato, per avere Lavitola "quale proprietario e coamministratore di fatto della International Press", De Gregorio "quale socio effettivo dal 1997 e coamministratore occulto" della stessa società, assieme ad altri dieci imputati, fatto risultare che l'editrice de L'Avanti! possedesse i requisiti per ottenere i contributi previsti dalla legge per l'editoria, percependo indebitamente, in tutto, 23 milioni e 200.000 euro, ricevuti dal 1997 al 2009. Per tali reati Lavitola e De Gregorio nel luglio 2012 hanno subito un sequestro preventivo di beni per 9 milioni di euro.[36] Il 9 novembre 2012 Lavitola ha patteggiato davanti al GIP presso il Tribunale di Napoli la pena di 3 anni e 8 mesi,[37] mentre il processo a carico di De Gregorio, ristretto agli arresti domiciliari nel suo appartamento romano ai Parioli a seguito della mancata rielezione nelle elezioni politiche del 2013,[38] era ancora in corso alla data del 4 giugno 2015, con richiesta di patteggiamento della pena da parte dell'ex parlamentare.[34] La Corte dei conti del Lazio, con la sentenza n.24/2015 dell'11 marzo 2015, ha condannato Valter Lavitola e Sergio De Gregorio a restituire allo Stato 23 milioni e 879.000 euro per i fondi editoria percepiti illegittimamente da "L'Avanti" tra il 1997 ed il 2009.[39]

- nel 1998 iniziò le pubblicazioni l'Avanti! della Domenica, settimanale organo dei Socialisti Democratici Italiani, diretto da Carlo Correr e schierato nell'ambito del centro-sinistra, che si ricollegava espressamente al supplemento domenicale dell'Avanti! storico, edito tra gennaio 1903 e marzo 1907. Dopo aver cessato le pubblicazioni nel 2006, il settimanale è stato nuovamente edito dal 7 febbraio del 2010 (direttore responsabile Dario Alberto Caprio) come organo ufficiale del PSI. In questa occasione Ugo Intini, ex direttore dell'Avanti!, salutava la nuova uscita del settimanale socialista con un editoriale intitolato “Di qui si passa”,[40] citando il titolo dell'editoriale inaugurale di Leonida Bissolati del 1896.
- nel 2003 apparve l'Avanti!, con direttore Bobo Craxi, vicino al Nuovo PSI, schierato nell'ambito del centro-destra prima della scissione del partito del gennaio 2006[30]

Tutti i tre periodici hanno sospeso le pubblicazioni: L'Avanti! di Lavitola nel 2011; l'Avanti! di Bobo Craxi confluì nell'Avanti! della Domenica nel 2006; il quale a sua volta cessò le pubblicazioni il 6 ottobre 2013, a seguito dell'apparizione sul web del quotidiano on-line Avanti! il 5 gennaio 2012.

### L'Avanti!, testata contestata
Il 5 novembre 2011 il nuovo commissario liquidatore Francesco Spitoni firmò, tramite scrittura privata, la cessione definitiva del marchio originale "Avanti!" al Partito Socialista Italiano (2007) con segretario Riccardo Nencini, nella persona del tesoriere Oreste Pastorelli. Da allora, il titolo della testata è conteso da due soggetti:
- il nuovo PSI di Enzo Maraio, che ha ricevuto la cessione dell'Avanti! a titolo gratuito, perché ha "la specifica finalità di assicurare che la testata storica del Psi, organo ufficiale del partito dal 1896, continui a rappresentare la secolare tradizione del movimento socialista italiano".[42] Tuttavia non è mai stata registrata, né pubblicata. In suo luogo è stato registrato il titolo della testata l'Avantionline!, un quotidiano online italiano, edito dal 2012, che è diventato l'organo ufficiale del nuovo PSI. Dal 5 gennaio 2012 sul web è presente l'Avanti! online, con direttore responsabile il giornalista Giampiero Marrazzo (fratello del giornalista radio-televisivo Piero), sostituito nel settembre 2013 dall'ex deputato socialista Mauro Del Bue, che lo dirige dal 2013 al 2022. Il periodico è attualmente diretto da Livio Valvano. La testata è l'organo ufficiale del Partito Socialista Italiano. Dal 22 aprile 2022 il partito riporta in edicola l'Avanti! della Domenica, prima come inserto settimanale de Il Riformista poi, dal 24 febbraio 2023, autonomamente.[43][44] La testata è edita dal PSI tramite la Società Nuova Editrice "Mondoperaio" s.r.l.;
- «Critica Sociale», società che edita l'omonimo periodico e che nel 1994 registrò la testata Avanti!, un anno dopo la cessazione delle pubblicazioni, in base alla legge sulla stampa (L. n. 48/1947). In seguito Critica Sociale ha registrato il marchio presso l'ufficio Brevetti del ministero delle attività produttive dove tuttora risulta iscritto. Sempre Critica Sociale ha digitalizzato con l'Istituto Salvemini di Torino l'intera collezione dell'Avanti dalle origini alla chiusura del 1993.[45] Il 1º maggio 2020 l'Avanti! di proprietà di Critica Sociale torna in edicola sotto la direzione di Claudio Martelli e di Stefano Carluccio. Il nuovo giornale ha cadenza mensile, e una tiratura di 5 000 copie. È prevista una edizione online dal prossimo Primo Maggio, nel terzo anniversario della ripresa delle pubblicazioni cartacee.[46]

### Annotazioni
1. ↑  Il riferimento è ad Antonio Starabba, marchese di Rudinì, Presidente del Consiglio e Ministro dell'Interno dall'11 luglio 1896 al 14 dicembre 1897 nel terzo Governo di Rudinì, che il 14 marzo 1896 concesse un'amnistia per i reati politici per i moti insurrezionali in Lunigiana e Sicilia, duramente repressi da Crispi.

In contraddizione con questa sua apparente volontà di conciliare le varie istanze politiche della società italiane, successivamente il suo governo represse duramente i moti popolari del 1898, con gravi spargimenti di sangue e la dichiarazione dello stato di assedio a Perugia, Palermo, Bari, Milano, Napoli, Firenze e Livorno.
2. ↑  Il riferimento è a Francesco Crispi, Presidente del Consiglio dei ministri e Ministro dell'Interno dal 15 dicembre 1893 al 10 marzo 1896 nel terzo e quarto Governo Crispi, ed alla feroce repressione del movimento dei Fasci siciliani, con la proclamazione dello stato d'assedio in Sicilia il 2 gennaio 1894, l'invio nell'isola di 40 000 soldati, al comando del generale Roberto Morra di Lavriano, nominato Commissario Regio con pieni poteri, comprese esecuzioni sommarie e arresti di massa.

Furono istituiti tribunali militari, vietate le riunioni pubbliche, confiscate le armi, introdotta la censura sulla stampa e proibito l'ingresso all'isola ai sospetti.

Il movimento dei Fasci siciliani fu sciolto lo stesso 1894 e i capi arrestati. Il 30 maggio il Tribunale militare di Palermo condannò Giuseppe de Felice Giuffrida a 18 anni di carcere, Rosario Garibaldi Bosco, Nicola Barbato e Bernardino Verro a 12 anni di carcere quali capi e responsabili dei Fasci siciliani.

Il 14 marzo 1896, con un atto di amnistia, venne concessa la clemenza a tutti i condannati.
3. ↑  Secondo la polizia rimasero a terra uccisi 100 manifestanti e si contarono 500 feriti, per l'opposizione, i morti furono invece 350 e i feriti più di mille.[4]
4. ↑  Turati il 1º marzo 1899 fu dichiarato decaduto dal mandato parlamentare e messo agli arresti con l'accusa d'aver guidato i moti di Milano; fu poi condannato a ben 12 anni di reclusione. Fu comunque liberato il successivo 26 marzo, in quanto rieletto alle elezioni suppletive, e fece ostruzionismo contro il governo reazionario di Luigi Pelloux.
5. ↑  Nel periodo di direzione Mussolini, l'Avanti! era salito da 30-45 000 copie nel 1913 a 60-75 000 copie nei primi mesi del 1914.[7][8]
6. ↑  Con varie pause, nei periodi in cui Nenni era in minoranza all'interno del partito, o come quando, entrato come ministro nel primo Governo della neonata Repubblica italiana, cedette l'incarico a Ignazio Silone, a cui successe, dall'agosto 1946 al gennaio 1947, Sandro Pertini, con la condirezione, per l'edizione milanese, di Guido Mazzali.
7. ↑  Si tratta del grande sciopero del 1º marzo 1944, che paralizzò la produzione industriale delle fabbriche milanesi per un'intera settimana.
Ha ricordato Marcello Cirenei, all'epoca segretario del PSIUP per l'Alta Italia: «Lo sciopero generale riuscì una impressionante e davvero imponente dimostrazione della volontà e potenza delle masse lavoratrici – compresi gli intellettuali – di abbattere il nazifascismo e di conquistare la libertà. Il partito Socialista ha avuto nella preparazione e nella esecuzione dello sciopero una parte essenziale, in fraterna e intima collaborazione con il partito Comunista». Il New York Times del 9 marzo 1944 scrisse: «In fatto di dimostrazioni di masse non è avvenuto niente nell'Europa occupata che si possa paragonare con la rivolta degli operai italiani. È il punto culminante di una campagna di sabotaggio, di scioperi locali e di guerriglie, che ha avuto meno pubblicità del movimento di resistenza francese perché l'Italia del nord è stata più tagliata fuori dal mondo esteriore. Ma è una prova impressionante che gli italiani, disarmati come sono e sottoposti a una doppia schiavitù combattono con coraggio e audacia quando hanno una causa per la quale combattere … ».[15]
La dura repressione seguita allo sciopero e probabilmente anche qualche spiata provocarono la cattura di quasi tutto il gruppo dirigente del PSIUP milanese clandestino.[16]
8. ↑  Il 28 maggio 1944, pochi giorni prima della liberazione della capitale, Colorni venne fermato in via Livorno da una pattuglia di militi fascisti della famigerata banda Koch: tentò di fuggire, ma fu raggiunto e ferito gravemente da tre colpi di pistola. Trasportato all'Ospedale San Giovanni, morì il 30 maggio sotto la falsa identità di Franco Tanzi. Nel 1946 gli fu conferita la medaglia d'oro al valor militare alla memoria.
9. ↑  In realtà il numero dei martiri assassinati dai nazisti era di 14, compreso Buozzi.
10. ↑  "L’Avanti! clandestino era regolarmente pubblicato: Lorenzetti si occupava della stampa e della ricezione e raccolta degli articoli: ne inviavano Guido Mazzali, e anche altri, tra i quali Ludovico d’Aragona, Lodovico Targetti, Giorgio Marzola."[15]
11. ↑  Applicabile solo ai matrimoni con scomparsi senza lasciare traccia, condannati a lunghe pene detentive, coniuge straniero in presenza di divorzio all'estero, malati di mente, lunghe separazioni fra i coniugi o tentato omicidio del coniuge.[25]

### Fonti
1. ↑   120 anni di Avanti! Di qui si passa, su avantionline.it, 24 dicembre 2016. URL consultato il 27 dicembre 2016 (archiviato dall'url originale il 28 dicembre 2016).
2. ↑  Intini 2012, p. 30.
3. ↑   Matteo Miele, Il primo Avanti! fu di Cassino, in Avanti! della domenica, 15 settembre 2002.
4. ↑   Augusto Pozzoli e Arturo Colombo, Milano 1898, cannonate sulla folla, in Corriere della Sera, 16 aprile 1998,  p. 48.
5. ↑   Giorgio Candeloro, Storia dell'Italia moderna. Volume settimo. La crisi di fine secolo e l'età giolittiana, Milano, Feltrinelli, 1974,  p. 60.
6. ↑   Alfonso Maria Capriolo, Ancona 1914: la sconfitta del riformismo italiano, in Avanti! online, 25 aprile 2014 (archiviato dall'url originale il 19 settembre 2016).
7. ↑  Castronovo et al. 1979, p. 212.
8. 1 2   Renzo De Felice, Mussolini il rivoluzionario, 1883-1920, collana Mussolini, prefazione di Delio Cantimori, Torino, G. Einaudi, 1965, SBN AQ10049803.
9. ↑   Avanti!, 8 giugno 1914.
10. ↑   Avanti!, 11 giugno 1914.
11. ↑  La riunione ebbe luogo tra il 18 e il 21 ottobre 1914. La proposta di Mussolini ottenne un solo voto - il suo; durissimi gli interventi di antichi compagni come Giacinto Menotti Serrati e Angelica Balabanoff. Mussolini si dimise seduta stante dalla direzione dell'«Avanti!».
12. ↑   Mario De Micheli, Scalarini: vita e disegni del grande caricaturista politico, collana Universale economica, n. 825, Milano, Feltrinelli, 1978,  p. 80, SBN SBL0159863.
13. ↑  Intini 2012.  Copia archiviata, su avantionline.it. URL consultato il 30 maggio 2016 (archiviato dall'url originale il 5 aprile 2018).
14. 1 2 3 4  Intini 2012.
15. 1 2 3   Marcello Cirenei (M. Clairmont), Il primo Comitato di Liberazione Alta Italia ed il problema istituzionale (PDF), su Contributo socialista alla Resistenza: il primo comitato di liberazione alta Italia ed il problema istituzionale, italia-resistenza.it, SBN UFI0395874.
16. 1 2 3   Alfonso Maria Capriolo, Andrea Lorenzetti: prigioniero dei nazisti, libero sempre, in Avanti! on line, 19 febbraio 2018 (archiviato dall'url originale il 2 maggio 2018).
17. 1 2 3 4 5   Sandro Pertini, L'Avanti! clandestino, in Cinquantenario dell'Avanti! (numero unico), 25 dicembre 1946.
18. 1 2   Giuseppe Manfrin, Mazzali Guido: la tensione etica, in Avanti della Domenica, n. 34, 22 settembre 2002.
19. ↑  Intini 2012, p. 299.
20. ↑   Pietro Nenni, Vento del Nord, in Avanti!, 27 aprile 1945.
21. ↑   Avanti!, 29 aprile 1945.
22. ↑  Intini 2012, pp. 296-297.
23. ↑   Fabrizio Montanari, Nenni-Mussolini, amicizia impossibile, in 24emilia.com (archiviato dall'url originale il 28 ottobre 2016).
24. ↑   Proposta di legge d'iniziativa del deputato Sansone (PDF), su camera.it, 26 ottobre 1954.
25. ↑   Agnese Argenta, Bibliolab - storia delle donne, su bibliolab.it.
26. ↑   Rosanna Fiocchetto, Tra mito e incubo: i terribili anni cinquanta, su Gabriella Romano (a cura di), I sapori della seduzione: il ricettario dell'amore tra donne nell'Italia degli anni '50, fuoricampo.net, Verona, Ombre Corte, 2006, ISBN 88-87009-83-X (archiviato dall'url originale il 9 aprile 2008).
27. ↑   Giampaolo Pansa, La caduta di Fanfani, in la Repubblica, 8 maggio 2004. URL consultato il 9 dicembre 2015.
28. ↑   Segretari e leader del socialismo italiano (PDF), su domanisocialista.it,  p. 25. URL consultato il 2 luglio 2018.
29. ↑   Ornella Buozzi, Quattro giorni a Barcellona, in Il Nuovo Avanti, 8 agosto 1936. URL consultato il 2 luglio 2018.
30. 1 2   L'Avanti! segue la diaspora dei socialisti e si spacca in tre, in Corriere della Sera. URL consultato l'11 gennaio 2015 (archiviato dall'url originale il 14 novembre 2015).
«E adesso l'Avanti! è diviso in tre. C’è quello che ha nel comitato editoriale l'economista Brunetta, il deputato Fabrizio Cicchitto, Giuliano Cazzola. C'è quello che ha per presidente Michele Zoppo e per direttore politico Bobo Craxi: si chiama Avanti!, è la testata storica, spiegano gli amici di Bobo. Il terzo, l'Avanti! della domenica, è quello di Intini. Ma il vero contrasto è tra gli altri due. L'Avanti! di Valter Lavitola è considerato dagli amici di Bobo "un organo di Forza Italia". Ma l'Avanti! di Bobo è, per Lavitola e gli altri, "una testata abusiva"»
31. ↑   Berlusconi indagato, De Gregorio: "Mi diede tre milioni per passare con lui, in Il Fatto Quotidiano, 18 febbraio 2013.
32. ↑   De Gregorio: «Ho commesso un reato Mi hanno dato due milioni in nero», in Corriere della Sera, 11 marzo 2013. URL consultato il 12 marzo 2013.
33. ↑   Compravendita senatori, a Napoli chiesto il rinvio a giudizio di Berlusconi, in Corriere della Sera, 9 maggio 2013. URL consultato il 9 maggio 2013.
34. 1 2   Massimo Malpica e Simone Di Meo, Smascherato De Gregorio: "Intascò due milioni per pagare gli usurai", in il Giornale.it, 4 giugno 2015. URL consultato il 29 maggio 2016.
35. ↑   Carlo Correr, Il silenzio sulla vera storia dell’Avanti!, in Avanti! della Domenica, n. 31, 18 settembre 2011.
36. ↑   L'Avanti, sequestrati beni per 9mln a Lavitola e De Gregorio, in Sky.it, 11 luglio 2012. URL consultato il 23 dicembre 2016 (archiviato il 26 dicembre 2016).
37. ↑   Fondi al giornale «L'Avanti», Lavitola patteggia 3 anni e 8 mesi, in Corriere del Mezzogiorno, 9 novembre 2012. URL consultato il 5 marzo 2013.
38. ↑   Agli arresti Cosentino, Tedesco e De Gregorio: ex onorevoli, via l'immunità, in Il Fatto Quotidiano, 15 marzo 2013.
39. ↑   Matteo Bartocci, Editoria, Lavitola e De Gregorio dovranno restituire 24 milioni per i fondi de L’Avanti, in il manifesto.info, 12 marzo 2015. URL consultato il 29 maggio 2016 (archiviato dall'url originale il 29 maggio 2016).
40. ↑   Ugo Intini, Di qui si passa [collegamento interrotto], in Avanti! della domenica, n. 1, 7 febbraio 2010.
41. ↑   L'Avanti! è nostro, su Avanti! della domenica, 9 novembre 2011. URL consultato il 15 maggio 2020 (archiviato dall'url originale il 20 luglio 2012).
42. ↑   L'Avanti! è nostro, in Avanti! della domenica, n. 39, 13 novembre 2011. URL consultato il 9 novembre 2011 (archiviato dall'url originale il 20 luglio 2012).
43. ↑   L’Avanti torna in edicola (insieme al Riformista), su primaonline.it, 27 aprile 2022. URL consultato il 28 febbraio 2023.
44. ↑   Editoria. L’Avanti! della domenica in autonomia su tutto il territorio nazionale come unico giornale di partito in edicola, su partitosocialista.it, 24 febbraio 2023. URL consultato il 28 febbraio 2023.
45. ↑   L'Avanti » La testata e il progetto, su avanti.senato.it, Senato della Repubblica.
46. ↑   L'Avanti! torna in edicola diretto da Claudio Martelli, su Prima Comunicazione, 27 aprile 2020. URL consultato il 5 maggio 2020.